# ユニバーサル・クールジャパン
- ユニバーサル・デスティネーションズ&エクスペリエンシズ > ユニバーサル・スタジオ・ジャパン > ユニバーサル・スタジオ・ジャパンのスペシャルイベント > ユニバーサル・クールジャパン

ユニバーサル・クールジャパン（英: Universal Cool Japan）は、ユニバーサル・スタジオ・ジャパンで2015年から開催されている期間限定のスペシャルイベントである。

## 概要
日本が生み出した、世界的に高評価を受けるマンガ、アニメ、ゲーム、音楽、ファッションなどのエンターテイメントブランドを、ユニバーサル・スタジオ・ジャパンのアイデアと高いクオリティを駆使して再現したイベント。これらのブランドの世界観を圧倒的なスケールで具現化し、日本が誇るエンターテイメントの魅力を世界に発信するとともに、日本の魅力を再発見することを目的としている。イベントは主に1月から6月にかけて開催される期間限定のものである。イベントロゴは、書道家の紫舟によって制作された。
このイベントでは、日本を代表する複数ジャンルのエンターテイメントブランドがテーマパークに集結し、世界初の大規模イベントとして展開された。また、イベントで導入されるアトラクションは、既存のアトラクションを改装して運営されるため、一部の既存アトラクションは休止となる。

## 製作背景

### 閑散期の集客
2013年、ユニバーサル・スタジオ・ジャパンは約450億円を投資して「ウィザーディング・ワールド・オブ・ハリー・ポッター」を導入し、翌年度の集客増加を目指していた。その一方で、さらなる成長を目指し、閑散期の集客を増加させるという新たな課題に直面していた。
一般的に、旅行やレジャー業界の業績は気温や天候の影響を受けやすい。冬場の低気温や梅雨時の長雨により、客足が大きく減少する傾向がある。ユニバーサル・スタジオ・ジャパンもこの影響を受けており、「ハリー・ポッター」の導入による年間集客の増加が見込まれていても、閑散期の集客減少という問題は変わらないと予測されていた。
また、1日の収容可能人数には限界がある中、より余裕のある閑散期に集客を増やすことが試みられた。当時、繁忙期と閑散期の集客数には5倍以上の差があり、閑散期における集客は繁忙期に比べて5倍以上の難しさが伴うとされていた。

### パークの強み
ユニバーサル・スタジオ・ジャパンは、自社の強みを改めて整理した。国内のテーマパークやレジャー施設と比較した消費者調査の結果、ユニバーサル・スタジオ・ジャパンが他施設を上回っていたのは、「刺激」や「興奮」というイメージと、それを体感できるアトラクションやエンターテイメントだった。当時、7年連続で“世界一のテーマパーク・アトラクション”と評価された「アメイジング・アドベンチャー・オブ・スパイダーマン」や、“世界一のエンターテイメント・ショー”とされたクリスマスショー「天使のくれた奇跡」、ギネス認定の世界一ツリーなど、ユニバーサル・スタジオ・ジャパンは数々の世界最高賞を受賞していた。これにより、ゲストや業界から高く評価される商品を開発する力が同パークの大きな強みであると再認識された。
次に、ユニバーサル・スタジオ・ジャパンはその商品開発力を活かす機会を模索した。繁忙期の5倍以上の難易度を持つ閑散期の集客を成功させるには、「満たされていないニーズ」が非常に強いものである必要があると考えられた。「ユニバーサル・スタジオ・ジャパンが提供できる、満たされていない強いニーズとは何か」「それを持つ顧客層は誰か」をテーマに、フォーカス・グループ・インタビューや社内のマーケター同士でのブレインストーミングが何度も行われた。また、10年以上にわたるテーマパーク運営で蓄積されたデータや知見も振り返りの対象とされた。
こうした調査や議論を重ねる中で、特定の機会が明確になった。同じ好感度を持つブランドでも、ファンの熱狂度には大きな差があることや、熱狂的なファンが好きなブランドの世界を現実で体験したいという強いニーズを持っていることが明らかになった。このニーズは、日々の生活で抱えるストレスから解放され、大好きな世界に没入したいという欲求に基づくものだった。このようなブランドの中には、未だにファンの強いニーズが満たされていないものが多く存在した。ユニバーサル・スタジオ・ジャパンの強みであるブランドの世界観を完全再現する力が、こうしたニーズを満たす鍵となった。
最終的にユニバーサル・スタジオ・ジャパンは、「世界に誇る日本のコンテンツを、世界最高の開発力で商品化し、圧倒的な刺激や興奮を提供する」ことを方針として掲げた。具体的には、『新世紀エヴァンゲリオン』『進撃の巨人』『バイオハザード』『モンスターハンター』の4大人気ブランドを期間限定アトラクションとして導入することが決定した。さらに、1つのアトラクションに留まらず、4つを同時展開することで、繁忙期以上に困難な閑散期の集客という課題に挑むことを目指した。
ユニバーサル・スタジオ・ジャパンは、「世界に誇る日本のコンテンツを、世界最高の技術で商品化し、圧倒的な刺激と興奮を提供する」という方針のもと、『新世紀エヴァンゲリオン』『進撃の巨人』『バイオハザード』『モンスターハンター』の4大人気ブランドを対象にした期間限定アトラクションを導入した。これらのブランドを同時展開することで、繁忙期以上に難易度の高い閑散期の集客を成功させるという戦略が採用された。

### 通年でにぎわうテーマパークへ
2015年1月に3カ月半の期間限定で導入された本イベントは大成功を収めた。閑散期にもかかわらず、ハロウィーンやクリスマスイベントと並ぶほどの集客を実現した。この成功は、通常では来場しない熱狂的なファンが寒さをものともせず全国から訪れたこと、そして一定の頻度で来場しているリピーター層がさらに足を運んだことによるものだった。また、他のテーマパークやレジャー施設では得られない「完全再現された世界への没入体験」が、多くのファンに圧倒的な刺激と興奮を提供した点も成功の要因となった。
その後、このイベントは体験価値をさらに強化し、定着した期間限定イベントへと成長。ユニバーサル・スタジオ・ジャパンからは冬期の閑散とした光景が消え、通年でにぎわうテーマパークとしての地位を確立した。

## 2015年
1月23日から6月28日までの期間、『新世紀エヴァンゲリオン』『進撃の巨人』『バイオハザード』『モンスターハンター』の4ブランドが展開された。キャッチコピーは「日本発、世界最高へ。」である。
当初、イベントは5月10日までの開催予定だったが、好評を博したことにより延長された。このイベントは、2014年度の過去最高年間入場者数である約1270万人達成にも大きく貢献した。

### エヴァンゲリオン

#### エヴァンゲリオン・ザ・リアル 4-D
| エヴァンゲリオン・ザ・リアル 4-D EVANGELION THE REAL 4-D | エヴァンゲリオン・ザ・リアル 4-D EVANGELION THE REAL 4-D |
| -------------------------------------------------------- | -------------------------------------------------------- |
| オープン日                                               | 2015年1月23日                                            |
| クローズ日                                               | 2015年6月28日                                            |
| 場所                                                     | ユニバーサル・スタジオ・シネマ4-D                        |
| タイプ                                                   | シアター・アトラクション                                 |
| スポンサー                                               | 株式会社エディオン（施設協賛）                           |
| 所要時間                                                 | 約20分                                                   |
| 定員                                                     | 324名（車イス、電動車イススペース4台）                   |
| エクスプレス・パス                                       | ○                                                        |
| チャイルドスイッチ                                       | ○                                                        |

完全オリジナルストーリーで展開され、『新世紀エヴァンゲリオン』史上初となる4Dアトラクションが実現した。ゲストは使徒襲来に遭遇し、爆風、閃光、水しぶき、振動といった4D特殊演出を体感しながら、様々なアングルから迫力あるエヴァンゲリオンの戦闘シーンを目撃することができる。エンディングには劇場版と同じく、宇多田ヒカルの「Beautiful World」が使用された。

#### フード
「ビバリーヒルズ・ブランジェリー」では、エヴァンゲリオン初号機が使徒と対峙するシーンを再現したメニューが登場。「A.T.フィールド破 使徒まん～カレー～」、「コア・デザート in 使徒ボウル」、「使徒殲滅ドリンク～ロンギヌスの槍突き～」など、テーマに沿ったフードが販売された。

#### グッズ
「シネマ 4-D ストア」では、「オリジナル 3D フィギュア」が販売され、3Dプリンターを用いてミニサイズの“自分”を作成できるサービスが提供された。

### 進撃の巨人

#### 進撃の巨人・ザ・リアル
15m級の「エレン巨人」と14m級の「女型の巨人」の激闘を圧倒的な迫力とスケールで再現。ゲストは調査兵団と同じ視点から巨人の衝撃を体験できるアトラクションが展開された。さらに、エレンの母親を捕食した巨人も等身大で再現され、物語の世界観を忠実に表現した。

#### 女型の巨人 捕獲作戦〜ウォークスルー・アトラクション〜
| 女型の巨人 捕獲作戦〜ウォークスルー・アトラクション〜 Female Titan Hunt Operation - Walkthrough Attraction | 女型の巨人 捕獲作戦〜ウォークスルー・アトラクション〜 Female Titan Hunt Operation - Walkthrough Attraction |
| --- | --- |
| オープン日                                                                                                 | 2015年1月23日                                                                                              |
| クローズ日                                                                                                 | 2015年6月28日                                                                                              |
| 場所 | Stage 18                                                                                                   |
| タイプ | ウォークスルー・アトラクション                                                                             |
| エクスプレス・パス                                                                                         | ○ |

命を宿したかのようなリアルな人型「クロノイド」として、リヴァイ、ミカサ、アルミンたちが登場するウォークスルー型アトラクション。ゲストは調査兵団の一員として、女型の巨人捕獲作戦に参加。物語の主人公たちと同じ境遇を体験し、緊張感と迫力のあるシナリオを楽しむことができる。

#### フード
壁外調査を支える「調査兵団の遠征飯」が一般兵士用と兵士長用の2種類で提供された。また、「商会の紅茶」を飲みながら遠征の疲れを癒すといった演出があり、ゲストは兵団の一員になったかのような体験が楽しめた。

#### グッズ
調査兵団が身に付ける「調査兵団マント」、エレンが父親から受け取った「地下室の鍵ペンダント」、対巨人戦で用いられる武器「立体機動装置」をモチーフにした「立体機動 装置ブレス」など、多彩な関連グッズが販売された。

### バイオハザード

#### バイオハザード・ザ・エスケープ～ゾンビに襲われたテレビ局からの脱出～
| バイオハザード・ザ・エスケープ～ゾンビに襲われたテレビ局からの脱出～ BIOHAZARD THE ESCAPE | バイオハザード・ザ・エスケープ～ゾンビに襲われたテレビ局からの脱出～ BIOHAZARD THE ESCAPE |
| ----------------------------------------------------------------------------------------- | ----------------------------------------------------------------------------------------- |
| オープン日                                                                                | 2015年1月23日                                                                             |
| クローズ日                                                                                | 2015年6月28日                                                                             |
| 場所                                                                                      | 新アトラクション・エリア（ステージ18裏）                                                  |
| タイプ                                                                                    | ウォークスルー・アトラクション                                                            |
| エクスプレス・パス                                                                        | チケット（有料）が必要                                                                    |

SCRAPが展開する「リアル脱出ゲーム」を進化させたライブ・エンターテイメント型アトラクション。バイオハザードのサバイバルホラー要素と、仲間とともに達成感を味わえる体験型イベントとして登場した。

##### ストーリー
舞台はラクーンシティ市街にあるゾンビが徘徊するテレビ局。ゲストはデジタル端末「Player Pad」を持ち、タイムリミットが迫る緊迫感の中で緻密に編み込まれた数々の謎を解き明かしていく。

#### グッズ
アトラクション体験をより深める関連グッズとして、謎解き用地図を保管できるアンブレラ社の「謎解きバインダー」や、薄暗い局内でも地図やヒントを照らせる「ライト付ボールペン」が販売された。

#### フード
「フィネガンズ・バー＆グリル」では、『バイオハザード リベレーションズ2』を象徴するモチーフを再現したフード「アフリクテッドの目」や、リッカーの長い舌を模したユニークな料理「リッカー・ロースト」など、アトラクション挑戦後に“勝利の打ち上げ会”や“屈辱の反省会”を楽しむための特別メニューが提供された。

### モンスターハンター

#### モンスターハンター・ザ・リアル
| モンスターハンター・ザ・リアル Monster Hunter THE REAL | モンスターハンター・ザ・リアル Monster Hunter THE REAL |
| ------------------------------------------------------ | ------------------------------------------------------ |
| オープン日                                             | 2015年1月23日                                          |
| クローズ日                                             | 2015年6月28日                                          |
| 場所                                                   | 新アトラクション・エリア（ステージ18裏）               |
| タイプ                                                 | ウォークスルー・アトラクション                         |
| エクスプレス・パス                                     | ○                                                      |

過去3回（2011年、2012年、2014年）の開催で大好評を博したモンスターハンターシリーズが再び登場。キャラクターや装備、武器、アイテムなど、ゲーム内に存在する要素が忠実に再現され、ゲストはゲームの世界を目の前で体感できるイベントとなった
会場入り口には過去最大の高さ約12mを誇る等身大「ジンオウガ」が設置され、その前で操虫棍を手に撮影ができる『リアル・ハンター・フォト』も楽しめる内容となった。
さらに、モンスターハンター4Gの世界観を再現した展示や、恒例のリアル集会所でのタイムアタック大会も実施された。ユニバーサル・スタジオ・ジャパンとのコラボクエストは2種類登場し、オリジナルの武器、装備、オトモ装備を生産するためのクエストが先行配信された。

過去のイベントで人気を集めたリアルサイズのアイルーが、モンスターハンター4Gとのコラボレーション仕様で再登場。新たなコスチュームと魔法のタクトを携えた姿で来場者を楽しませた。

#### フード・グッズ
フードメニューとして、「ジンオウガの尻尾チュリトス」や「こんがり肉G」などが登場。また、キャラクターをテーマにした「コラボレーション・フィギュア」などのグッズも販売され、イベントをさらに盛り上げた。

## 2016年
1月15日から6月26日までの期間、『新世紀エヴァンゲリオン』『進撃の巨人』『バイオハザード』『モンスターハンター』に加え、初登場となる「きゃりーぱみゅぱみゅ」を含む5ブランドが展開された。また、きゃりーぱみゅぱみゅは本イベントの特命大使に任命された。
1月14日に開催されたオープニング・セレモニーには、きゃりーぱみゅぱみゅが登壇。さらに、「エヴァンゲリオン・ザ・リアル 4-D」のメカニックデザイナー山下いくと、漫画『進撃の巨人』の担当編集者川窪慎太郎、「バイオハザード・ザ・エスケープ」プロデューサー川田将央、「モンスターハンター・ザ・リアル」プロデューサー辻本良三が、紋付袴姿で登場し、イベントの幕開けを盛り上げた。

### きゃりーぱみゅぱみゅ

#### きゃりーぱみゅぱみゅ XRライド
| きゃりーぱみゅぱみゅ XRライド Kyary Pamyu Pamyu XR RIDE | きゃりーぱみゅぱみゅ XRライド Kyary Pamyu Pamyu XR RIDE |
| ------------------------------------------------------- | ------------------------------------------------------- |
| オープン日                                              | 2016年1月15日                                           |
| クローズ日                                              | 2016年6月26日                                           |
| 場所                                                    | スペース・ファンタジー・ザ・ライド                      |
| タイプ                                                  | ライド・アトラクション                                  |
| スポンサー                                              | 株式会社NTTドコモ（施設協賛）                           |
| 所要時間                                                | 約10分                                                  |
| 定員                                                    | 4名（2名×2列）                                          |
| 利用制限                                                | 身長制限122cm以上                                       |
| エクスプレス・パス                                      | ○                                                       |
| シングルライダー                                        | ○                                                       |
| チャイルドスイッチ                                      | ○                                                       |

きゃりーぱみゅぱみゅのポップで摩訶不思議な“KAWAII”世界観を360度体感できる、世界初・最新鋭のXRライドアトラクション。ゲストは搭乗前に「ばみゅゴーグル」（XRライド専用ゴーグル）を装着し、どこを向いてもカラフルでポップな異次元映像世界を楽しむことができる。アトラクション体験中に流れる音楽は、中田ヤスタカによる書き下ろし楽曲が使用された。

#### グッズ
アトラクション内に登場するキャラクターをモチーフとしたグッズが多数販売され、訪れたゲストにとって記念となる商品が提供された。

### エヴァンゲリオン

#### エヴァンゲリオン・ザ・リアル 4-D: 2.0
| エヴァンゲリオン・ザ・リアル 4-D：2.0 EVANGELION THE REAL 4-D：2.0 | エヴァンゲリオン・ザ・リアル 4-D：2.0 EVANGELION THE REAL 4-D：2.0 |
| ------------------------------------------------------------------ | ------------------------------------------------------------------ |
| オープン日                                                         | 2016年1月15日                                                      |
| クローズ日                                                         | 2016年6月26日                                                      |
| 場所                                                               | シネマ4-Dシアター                                                  |
| タイプ                                                             | シアター・アトラクション                                           |
| スポンサー                                                         | 株式会社エディオン（施設協賛）                                     |
| 所要時間                                                           | 約20分                                                             |
| 定員                                                               | 324名（車イス、電動車イススペース4台）                             |
| エクスプレス・パス                                                 | ○                                                                  |
| チャイルドスイッチ                                                 | ○                                                                  |

『新世紀エヴァンゲリオン』の世界を体感できる、世界唯一の4Dアトラクション。ゲストはシアター型の施設内で、自身がエヴァンゲリオンに乗る体験を楽しむことができる。2015年版からさらに内容を一新したオリジナルストーリーが展開され、真希波・マリ・イラストリアスと共にエントリープラグに搭乗し、エヴァンゲリオン4号機を操縦する視点で使徒との壮絶な戦闘を目撃する。エヴァンゲリオン4号機には、シリーズのメカニックデザイナーである山下いくとが新たな設定を加えている。

#### フード
アトラクション関連商品として、エヴァンゲリオン初号機をモチーフにしたポップコーンバケツが販売された。

### 進撃の巨人

#### 進撃の巨人・ザ・リアル 4-D：2.0
| 進撃の巨人・ザ・リアル 4-D: 2.0 Attack on Titan THE REAL 4-D: 2.0 | 進撃の巨人・ザ・リアル 4-D: 2.0 Attack on Titan THE REAL 4-D: 2.0 |
| ----------------------------------------------------------------- | ----------------------------------------------------------------- |
| オープン日                                                        | 2016年1月15日                                                     |
| クローズ日                                                        | 2016年6月26日                                                     |
| 場所                                                              | シネマ4-Dシアター                                                 |
| タイプ                                                            | シアター・アトラクション                                          |
| スポンサー                                                        | 株式会社エディオン（施設協賛）                                    |
| 所要時間                                                          | 約20分                                                            |
| 定員                                                              | 324名（車イス、電動車イススペース4台）                            |
| エクスプレス・パス                                                | ○                                                                 |
| チャイルドスイッチ                                                | ○                                                                 |

進撃の巨人の世界を体感できる、完全オリジナル新作映像が上映される4Dアトラクション。ゲストは調査兵団の一員として、ミカサ、アルミン、リヴァイらと共に立体機動装置を駆使し、襲い来る女型の巨人に立ち向かうストーリーが展開される。

#### 展示
アトラクション会場近くには、ミカサ、アルミン、リヴァイの「クロノイド」に加え、新たにエレンが登場。また、実物大の「壁の中の巨人」の展示や、捕食巨人とのフォト・オポチュニティも提供され、訪れたゲストに進撃の巨人の世界観を楽しめる体験が用意された。

### バイオハザード
| バイオハザード・ザ・エスケープ2 BIOHAZARD THE ESCAPE2 | バイオハザード・ザ・エスケープ2 BIOHAZARD THE ESCAPE2 |
| ----------------------------------------------------- | ----------------------------------------------------- |
| オープン日                                            | 2016年]1月15日                                        |
| クローズ日                                            | 2016年6月26日                                         |
| 場所                                                  | ステージ18                                            |
| タイプ                                                | ウォークスルー・アトラクション                        |
| エクスプレス・パス                                    | ○                                                     |

#### バイオハザード・ザ・エスケープ 2
昨年初開催され、ゲスト満足度98％を記録したコラボアトラクションが、完全新作として再登場した。舞台は巨大製薬企業の研究棟で、作品の世界観を徹底的に再現している。 ゲストはタブレット端末に表示される数々の謎を解きながら研究棟内を探索。タイムリミットが迫る緊迫感の中、増え続けるゾンビや生物兵器に襲われる恐怖と焦燥感を体感しながら、謎解きに挑む。

### モンスターハンター
モンスターハンター・ザ・リアル
| モンスターハンター・ザ・リアル Monster Hunter THE REAL | モンスターハンター・ザ・リアル Monster Hunter THE REAL |
| ------------------------------------------------------ | ------------------------------------------------------ |
| オープン日                                             | 2016年1月15日                                          |
| クローズ日                                             | 2016年6月26日                                          |
| 場所                                                   | ステージ18                                             |
| タイプ                                                 | ウォークスルー・アトラクション                         |
| エクスプレス・パス                                     | ○                                                      |

シリーズ最新作『モンスターハンタークロス』の世界観を再現したアトラクションが展開された。等身大の“二つ名持ち”モンスター「黒炎王リオレウス」と「金雷公ジンオウガ」が新たに登場し、その迫力を体感できる内容となった。

#### 展示
会場周辺では、斬竜ディノバルドへの“乗り”の瞬間を体験できるフォト・オポチュニティが提供されたほか、ゲームの世界観を楽しめる展示や体験型ゲームが実施された。

## 2017年
1月13日から6月25日までの期間、『エヴァンゲリオン』『進撃の巨人』『モンスターハンター』に加え、初登場となる「戦国・ザ・リアル at 大坂城」『ゴジラ』『名探偵コナン』の6ブランドが展開された。また、「戦国・ザ・リアル at 大坂城」は、2016年12月16日から2017年3月12日までの期間限定で開催された。キャッチコピーは「日本のクールをもっとアツく」。
1月12日、オープニング・セレモニーおよびプレスプレビューが開催された。ユニバーサル・スタジオ・ジャパン15周年大使を務める松岡修造が登場し、開会宣言を行った。

### 戦国・ザ・リアル at 大坂城
| 戦国・ザ・リアル at 大坂城 SENGOKU THE REAL at Osaka Castle | 戦国・ザ・リアル at 大坂城 SENGOKU THE REAL at Osaka Castle |
| ----------------------------------------------------------- | ----------------------------------------------------------- |
| オープン日                                                  | 2016年12月16日                                              |
| クローズ日                                                  | 2017年3月12日                                               |
| 場所                                                        | 大阪城 西の丸庭園                                           |
| タイプ                                                      | ステージ・ショー                                            |
| スポンサー                                                  | 株式会社JTB西日本                                           |
| 所要時間                                                    | 約30分                                                      |
| エクスプレス・パス                                          | チケット（有料）が必要                                      |

大阪市が推進する大阪城PMO事業の一環として開催された。
特別史跡「大阪城」を舞台に、プロジェクション・マッピング、幅36mにおよぶステージで繰り広げられる戦国武者たちの壮絶な合戦、そして数百発の豪華な演出用花火（パイロ）による、世界初のスペクタクル・ライブショーが展開された。
また、西の丸庭園では、大阪城を背景に、楽市・楽座の装いを再現した夜店が並び、来場者に戦国時代の雰囲気を体感させる内容となった。

#### 記念セレモニー
発表セレモニーには、大阪府知事の松井一郎、大阪市長の吉村洋文が出席。さらに、大河ドラマ『真田丸』で真田昌幸役を演じる草刈正雄と、石田三成役を演じる山本耕史も登場した。セレモニーでは、日本の“クール”の象徴ともいえる「大阪城」への熱い想いと、ユニバーサル・スタジオ・ジャパンが生み出す壮大なスペクタクル・ライブショーへの期待が語られた。

### ゴジラ

#### ゴジラ・ザ・リアル 4-D
| ゴジラ・ザ・リアル 4-D Godzilla THE REAL 4-D | ゴジラ・ザ・リアル 4-D Godzilla THE REAL 4-D |
| -------------------------------------------- | -------------------------------------------- |
| オープン日                                   | 2017年1月13日                                |
| クローズ日                                   | 2017年6月25日                                |
| 場所                                         | シネマ 4-D シアター                          |
| タイプ                                       | シアター・アトラクション                     |
| スポンサー                                   | 株式会社エディオン（施設協賛）               |
| 所要時間                                     | 約20分                                       |
| 定員                                         | 324名（車イス、電動車イススペース4台）       |
| エクスプレス・パス                           | ○                                            |
| チャイルドスイッチ                           | ○                                            |

街中を暴れまわる「ゴジラ」とゲスト自身が対峙し、その圧倒的な迫力とスリルを体感できる4Dアトラクション。完全オリジナルのストーリーが展開され、ゲストはゴジラの脅威に直面しながら戦闘の興奮を味わうことができる。

### 名探偵コナン

#### 名探偵コナン・ザ・エスケープ -追憶の導火線-
| 名探偵コナン・ザ・エスケープ -追憶の導火線- Detective Conan: The Escape - The Fuse of Remembrance | 名探偵コナン・ザ・エスケープ -追憶の導火線- Detective Conan: The Escape - The Fuse of Remembrance |
| ------------------------------------------------------------------------------------------------- | ------------------------------------------------------------------------------------------------- |
| オープン日                                                                                        | 2017年1月13日                                                                                     |
| クローズ日                                                                                        | 2017年6月25日                                                                                     |
| 場所                                                                                              | ステージ18                                                                                        |
| タイプ                                                                                            | リアル脱出ゲーム                                                                                  |
| 所要時間                                                                                          | 約120分（体験時間 約105分）                                                                       |
| 利用制限                                                                                          | 対象年齢：中学生以上（小学生以下の体験には保護者の同伴が必要）                                    |
| エクスプレス・パス                                                                                | チケット（有料）が必要                                                                            |

ゲストは、凶悪犯罪組織が仕掛けた時限爆弾を解除するため、現場に残された様々な痕跡をもとに事件の推理に挑むアトラクション。オリジナル・ストーリーとスタント演出が融合し、本格的なライブ・パフォーマンスが体験できる内容となっている。

### エヴァンゲリオン

#### エヴァンゲリオン XRライド
| エヴァンゲリオン XRライド EVANGELION XR RIDE | エヴァンゲリオン XRライド EVANGELION XR RIDE |
| -------------------------------------------- | -------------------------------------------- |
| オープン日                                   | 2017年1月13日                                |
| クローズ日                                   | 2017年6月25日                                |
| 場所                                         | スペース・ファンタジー・ザ・ライド           |
| タイプ                                       | ライド・アトラクション                       |
| スポンサー                                   | 株式会社NTTドコモ（施設協賛）                |
| 所要時間                                     | 約10分                                       |
| 定員                                         | 4名（2名×2列）                               |
| 利用制限                                     | 身長制限122cm以上                            |
| エクスプレス・パス                           | ○                                            |
| シングルライダー                             | ○                                            |
| チャイルドスイッチ                           | ○                                            |

『新世紀エヴァンゲリオン』の世界観を忠実に再現した、世界初のライド・アトラクション。360度全方向に広がる映像空間の中、ゲストは予測不可能な動きをするビークルに乗り込み、迫りくる使徒から逃げるスリルと躍動感を全身で体感できる内容となっている。

### 進撃の巨人

#### 進撃の巨人・ザ・リアル4-D 2
| 進撃の巨人・ザ・リアル4-D 2 Attack on Titan THE REAL 4-D 2 | 進撃の巨人・ザ・リアル4-D 2 Attack on Titan THE REAL 4-D 2 |
| ---------------------------------------------------------- | ---------------------------------------------------------- |
| オープン日                                                 | 2017年1月13日                                              |
| クローズ日                                                 | 2017年6月25日                                              |
| 場所                                                       | シネマ 4-D シアター                                        |
| タイプ                                                     | シアター・アトラクション                                   |
| スポンサー                                                 | 株式会社エディオン                                         |
| 所要時間                                                   | 約20分                                                     |
| 定員                                                       | 324名（車イス、電動車イススペース4台）                     |
| エクスプレス・パス                                         | ○                                                          |
| チャイルドスイッチ                                         | ○                                                          |

高さ60mの「超大型巨人」と、圧倒的な強さを誇る「鎧の巨人」が初めて登場したアトラクション。ゲストは、巨人たちが繰り広げる壮絶な戦闘に巻き込まれ、これまでにない恐怖とスリルを体感できる内容となっている。

### モンスターハンター

#### モンスターハンター・ザ・リアル
| モンスターハンター・ザ・リアル Monster Hunter THE REAL | モンスターハンター・ザ・リアル Monster Hunter THE REAL |
| ------------------------------------------------------ | ------------------------------------------------------ |
| オープン日                                             | 2017年]1月13日                                         |
| クローズ日                                             | 2017年6月25日                                          |
| 場所                                                   | ステージ18                                             |
| タイプ                                                 | 狩猟体感型パノラマシアター・アトラクション             |
| エクスプレス・パス                                     | ○                                                      |

ゲストが自ら30mを超える等身大モンスターを狩る体験ができる、狩猟体感型パノラマシアター・アトラクション。今回のアトラクションでは、「アマツマガツチ」と「バルファルク」が等身大で初登場し、その迫力を間近で体感することができる内容となっている。

## 2018年
1月19日から6月24日までの期間中、『名探偵コナン』『モンスターハンター』に加え、初登場となる『ファイナルファンタジー』『美少女戦士セーラームーン』を含む4ブランドが展開された。「美少女戦士セーラームーン・ザ・ミラクル 4-D」は3月16日から9月30日まで、「名探偵コナン・ミステリー・レストラン」は2月1日から3月20日まで開催された。
開幕前日に行われたオープニング・セレモニーには、本イベントのキャプテンを務める澤穂希が登場。招待された約500名のゲストとともに開幕宣言を行った。
3月15日に開催された「美少女戦士セーラームーン・ザ・ミラクル 4-D」のオープニングイベントおよびプレスプレビューには、俳優の千葉雄大がサプライズで登場。千葉は「タキシード仮面」を彷彿とさせる黒のタキシード姿でイベントを盛り上げた。

### ファイナルファンタジー

#### ファイナルファンタジー XRライド
| ファイナルファンタジー XRライド Final Fantasy XR RIDE | ファイナルファンタジー XRライド Final Fantasy XR RIDE |
| ----------------------------------------------------- | ----------------------------------------------------- |
| オープン日                                            | 2018年]1月19日                                        |
| クローズ日                                            | 2018年6月24日                                         |
| 場所                                                  | スペース・ファンタジー・ザ・ライド                    |
| タイプ                                                | ライド・アトラクション                                |
| スポンサー                                            | 株式会社NTTドコモ（施設協賛）                         |
| 所要時間                                              | 約10分                                                |
| 定員                                                  | 4名（2名×2列）                                        |
| 利用制限                                              | 身長制限122cm以上                                     |
| エクスプレス・パス                                    | ○                                                     |
| シングルライダー                                      | ○                                                     |
| チャイルドスイッチ                                    | ○                                                     |

スクウェア・エニックスの映像部門であるヴィジュアルワークス部とのコラボレーションによって実現したVR技術を駆使したコースター型アトラクション。『ファイナルファンタジー』の世界を上下左右360度に忠実に再現し、猛スピードで駆け巡る体験を提供する。
アトラクションのロゴデザインは、シリーズのイメージイラストやロゴイラストを30年以上にわたり手掛けているイラストレーター・天野喜孝が担当。アトラクション用に書き下ろされたこのロゴを使用したグッズも多数販売された。

同年4月19日、「ファイナルファンタジー XRライド」に続き、ファイナルファンタジーの世界観をさらに楽しめるプログラムとして、『ハリウッド・ドリーム・ザ・ライド「ファイナルファンタジーXIV: UNDER THE WEIGHT ～special edition for USJ～」』が追加された。

### 名探偵コナン・ワールド

#### 名探偵コナン・ザ・エスケープ -ゼロの序曲（プレリュード）-
| 名探偵コナン・ザ・エスケープ -ゼロの序曲（プレリュード）- Detective Conan: The Escape - Prelude to Zero | 名探偵コナン・ザ・エスケープ -ゼロの序曲（プレリュード）- Detective Conan: The Escape - Prelude to Zero |
| --- | --- |
| オープン日                                                                                              | 2018年1月19日                                                                                           |
| クローズ日                                                                                              | 2018年6月24日                                                                                           |
| 場所 | ステージ18                                                                                              |
| タイプ                                                                                                  | リアル脱出ゲーム                                                                                        |
| 所要時間                                                                                                | 約120分（体験時間 約105分）                                                                             |
| 利用制限                                                                                                | 対象年齢：中学生以上（小学生以下の体験には保護者の同伴が必要）                                          |
| エクスプレス・パス                                                                                      | チケット（有料）が必要                                                                                  |

劇場版『名探偵コナン ゼロの執行人』のプロローグとして展開されたアトラクション。前回からさらに進化し、警察庁の秘密組織「ゼロ」に所属する安室透が登場。映画と同様に、ボクシングを得意とし、超人的な身体能力を活かした大迫力のライブ・パフォーマンスを披露した。 ゲストはコナンや安室と心を通わせながら協力し、謎を解いていくストーリーを体験。圧倒的な臨場感を通じて、リアルな「名探偵コナン」の世界を満喫できる内容となっている。

#### 名探偵コナン・ミステリー・レストラン
| 名探偵コナン・ミステリー・レストラン Detective Conan Mystery Restaurant | 名探偵コナン・ミステリー・レストラン Detective Conan Mystery Restaurant |
| ----------------------------------------------------------------------- | ----------------------------------------------------------------------- |
| オープン日                                                              | 2018年2月1日                                                            |
| クローズ日                                                              | 2018年5月6日                                                            |
| 場所                                                                    | ロンバーズ・ランディング                                                |
| メニュー類                                                              | 洋食                                                                    |
| タイプ                                                                  | 推理ライブ・レストラン                                                  |
| 低アレルゲンメニュー                                                    | ○                                                                       |
| キッズメニュー                                                          | ○                                                                       |
| クレジットカード                                                        | ○                                                                       |

ゲストは、財閥の令嬢・鈴木園子の叔父である鈴木次郎吉が主催する「鈴木財閥のパーティ」に参加。豪華な食事を楽しんでいたところ、突如状況が一変し、思わぬ事件が発生。会場がパニック状態となる中、ゲストは現場に居合わせた安室透らと協力し、事件を解決に導く展開となった。

“推理ライブ・エンターテイメント”と“食”を融合させた新感覚のエンターテイメントが体験できる内容であった。さらに、喫茶ポアロのウェイターとしての一面も持つ安室が、ゲスト一人ひとりに自身のレシピによる「喫茶ポアロのハムサンド」を提供。会場では専属カメラマンによる写真撮影も行われ、ゲストと安室が楽しむ様子が撮影された。撮影された写真は、当日会場で購入可能だった。

#### 名探偵コナン・ミステリー・チャレンジ
| 名探偵コナン・ミステリー・チャレンジ Detective Conan Mystery Challenge | 名探偵コナン・ミステリー・チャレンジ Detective Conan Mystery Challenge |
| ---------------------------------------------------------------------- | ---------------------------------------------------------------------- |
| 開始日                                                                 | 2018年1月19日                                                          |
| 終了日                                                                 | 2018年6月24日                                                          |
| 開催場所                                                               | パークワイド 受付場所：Stage22）                                       |
| タイプ                                                                 | 謎解きエンターテイメント・ラリー                                       |

親子で楽しめる「ラリー」にライブ・エンターテイメントを加えた、新しい形の“謎解きエンターテイメント・ラリー”。 ゲストは、「少年探偵団」の協力者として、事件の重要なヒントが隠された窃盗団のメモをもとにパーク内を駆け巡り、数々の謎を解き明かしていくストーリーとなっている。前年のリアル脱出ゲームで活躍し好評を博した「服部平次」が再登場し、ゲストとともに事件解決を目指す内容となった。

#### グッズ
「名探偵コナン」関連のグッズでは、江戸川コナンが使用する“蝶ネクタイ型変声機”を模したアイテムや、コナンになりきれるデザインのパーカーやTシャツが販売された。さらに、前回好評だった“腕時計型麻酔銃”が新デザインで再登場した。
「喫茶ポアロ」で安室透が作った「ハムサンド」をイメージしたラスクや、安室の愛車を模した「ミニカー」も新たにラインナップに加わり、ファンの注目を集めた。

### モンスターハンター

#### モンスターハンター・ザ・リアル
| モンスターハンター・ザ・リアル Monster Hunter THE REAL | モンスターハンター・ザ・リアル Monster Hunter THE REAL |
| ------------------------------------------------------ | ------------------------------------------------------ |
| オープン日                                             | 2018年1月19日                                          |
| クローズ日                                             | 2018年6月24日                                          |
| 場所                                                   | ステージ18                                             |
| タイプ                                                 | ウォークスルー・アトラクション                         |
| エクスプレス・パス                                     | ○                                                      |

ゲストは調査団の一員となり、新大陸に生息するモンスターの生態調査や記録を行うクエストに挑む。複数の武器から好みのものを装備し、次々に現れるモンスターと対峙する体験型アトラクション。リオレウスやネルギガンテと戦える場面では、AR技術を駆使したリアルな戦闘体験が楽しめる内容となっている。

### 美少女戦士セーラームーン

#### 美少女戦士セーラームーン・ザ・ミラクル4-D
| 美少女戦士セーラームーン・ザ・ミラクル4-D Sailor Moon THE MIRACLE 4-D | 美少女戦士セーラームーン・ザ・ミラクル4-D Sailor Moon THE MIRACLE 4-D |
| --------------------------------------------------------------------- | --------------------------------------------------------------------- |
| オープン日                                                            | 2018年3月16日                                                         |
| クローズ日                                                            | 2018年9月30日                                                         |
| 場所                                                                  | シネマ 4-D シアター                                                   |
| タイプ                                                                | シアター・ショー                                                      |
| スポンサー                                                            | 株式会社エディオン（施設協賛）                                        |
| 所要時間                                                              | 約20分                                                                |
| 定員                                                                  | 324名（車イス、電動車イススペース4台）                                |
| エクスプレス・パス                                                    | ○                                                                     |
| チャイルドスイッチ                                                    | ○                                                                     |

本イベントの第2弾アトラクションとして登場。
憧れのセーラー戦士たちと信じ合い絆を結び、ともにピンチを乗り越える、パーク限定のオリジナルストーリーが展開された。「美少女戦士セーラームーン」の世界をリアルに体感できる演出が特徴で、幻想的かつダイナミックな「変身シーン」や、セーラー戦士たちと心を通わせる臨場感が人気を集めた。
原作者・武内直子は、「毎日見たい！毎日あの戦士達の可愛く跳び回る姿に戦いに、触れていたいです。全てが最高の映像です！生きてて良かった！」と絶賛のコメントを寄せた。

当初の開催期間は6月24日までとされていたが、人気を受けて9月30日まで延長された。

#### タキシード仮面・ミラクル・グリーティング
「セーラームーン・スペシャル・エクスプレス・パス」の特典として、タキシード仮面と直接会えるグリーティングが開催された。

#### フード
1月19日から、「ビバリーヒルズ・ブランジェリー」にてセーラームーンの世界観をイメージしたフードが販売された。メニューには、三日月クロワッサンと黒猫ルナがデザインされた「セーラームーン・カフェプレート」、変身ブローチをモチーフにした「セーラームーン・コンパクト・ケーキ ～ストロベリーレアチーズ～」、きらめくパステル光線をイメージした「ムーン・プリズムパワーケーキ ～ベリー＆ピスタチオ＆パイン～」、ノンアルコールドリンク「セーラームーン・ドリンク ～ストロベリー＆レモンソーダ～」が提供された。
6月25日からは、"ルナPボール"を再現した「ルナPボール・ムース ～オレンジフロマージュ～」と、セーラームーンの変身シーンをイメージした「セーラームーン・スムージー ～ストロベリー&マンゴー～」が新たに追加された。

#### グッズ
「ワンダーピックス」では、5戦士と同じアイテムを手に撮影できるフォトサービスが提供された。6月25日からはデザインが一新され、リニューアルされた内容が展開された。

## 2019年
1月18日から8月25日までの期間中、前年から引き続き展開された『名探偵コナン』『美少女戦士セーラームーン』に加え、2年ぶりに『進撃の巨人』『ゴジラ』『エヴァンゲリオン』が復活。さらに、『ルパン三世』が初登場し、合計6つのブランドが展開された。キャッチコピーは「ヤバいの続々お祭り騒ぎ！世界が羨む、日本を楽しめ！」。
イベントは、1月18日から6月23日までの「スプリング・ターム」（『名探偵コナン』『ルパン三世』）と、5月31日から8月25日までの「サマー・ターム」（『進撃の巨人』『ゴジラ』『エヴァンゲリオン』『美少女戦士セーラームーン』）の2期間に分けて開催された。
開幕前日のオープニング・セレモニーには、俳優の森崎ウィンが登場。世界23の国と地域から集まったメディアやファン、約400名のゲストとともに開幕宣言を行った。

### ルパン三世
1月24日に開催された「ルパン三世 ファン・エクスペリエンス・イベント」では、「ルパン三世」の声優を務める栗田貫一がサプライズで登場し、イベントを盛り上げた。

#### ルパン三世カーチェイス XRライド
| ルパン三世カーチェイス XRライド Lupine the Third Car Chase XR Ride | ルパン三世カーチェイス XRライド Lupine the Third Car Chase XR Ride |
| ------------------------------------------------------------------ | ------------------------------------------------------------------ |
| オープン日                                                         | 2019年1月18日                                                      |
| クローズ日                                                         | 2019年6月23日                                                      |
| 場所                                                               | スペース・ファンタジー・ザ・ライド                                 |
| タイプ                                                             | コースター（XRライド）                                             |
| スポンサー                                                         | 株式会社NTTドコモ（施設協賛）                                      |
| 所要時間                                                           | 約10分                                                             |
| 定員                                                               | 4名（2名×2列）                                                     |
| 利用制限                                                           | 身長制限122cm以上                                                  |
| エクスプレス・パス                                                 | ○                                                                  |
| シングルライダー                                                   | ○                                                                  |
| チャイルドスイッチ                                                 | ○                                                                  |

ルパン一味の逃走劇をテーマにした高速カーチェイス型アトラクション。銭形警部の執念の追跡から逃れるスリリングな展開が繰り広げられる。原作者モンキー・パンチ監修のもと制作されたパークオリジナルストーリーには、ルパン三世をはじめ、銭形警部、次元大介、石川五ェ門、峰不二子といったおなじみのキャラクターが登場する。

#### ルパン三世リストランテ・アモーレ
| ルパン三世リストランテ・アモーレ Lupin III Ristorante Amore | ルパン三世リストランテ・アモーレ Lupin III Ristorante Amore |
| ----------------------------------------------------------- | ----------------------------------------------------------- |
| オープン日                                                  | 2019年1月18日                                               |
| クローズ日                                                  | 2019年5月26日                                               |
| 場所                                                        | アズーラ・ディ・カプリ                                      |
| メニュー類                                                  | 洋食                                                        |
| タイプ                                                      | ライブエンターテイメント・レストラン                        |
| サービス                                                    | フルサービス                                                |
| アルコール                                                  | ○                                                           |
| クレジットカード                                            | ○                                                           |

ルパン一味の行きつけという設定のレストランで、ルパンや次元大介、峰不二子らの愛用品が展示されている。作品内にも登場する「ミートボール・スパゲティ」などのメニューが提供された。

さらに、銭形警部から逃走中のルパンと遭遇できるライブ・パフォーマンスも展開され、ゲストを作品の世界観に没入させる演出が好評を博した。

#### グッズ
「ルパン三世」の愛車がミニカーとして登場したほか、ルパン一味になりきれる限定アイテムが販売された。また、不二子の大切なお宝をイメージしたゴージャスなポーチもラインナップに加わり、注目を集めた。

#### フード
ルパンと次元がカーチェイスを繰り広げる姿を模したポップコーンバケツが登場。また、花びらとキスマークをあしらい、ローズの香りが漂う「不二子の大人チュリトス」も提供された。

### 名探偵コナン・ワールド

#### 名探偵コナン・ザ・エスケープ -紺青の序幕（こんじょうのプロローグ）-
| 名探偵コナン・ザ・エスケープ ～紺青の序幕(こんじょうのプロローグ)～ Detective Conan: The Escape - Prologue in azure blue | 名探偵コナン・ザ・エスケープ ～紺青の序幕(こんじょうのプロローグ)～ Detective Conan: The Escape - Prologue in azure blue |
| --- | --- |
| オープン日 | 2019年1月18日 |
| クローズ日 | 2019年6月23日 |
| 場所 | ステージ18 |
| タイプ | リアル脱出ゲーム |
| 所要時間 | 約120分（体験時間 約105分）                                                                                              |
| 利用制限 | 対象年齢：中学生以上（小学生以下の体験には保護者の同伴が必要）                                                           |
| エクスプレス・パス | チケット（有料）が必要                                                                                                   |

劇場版『名探偵コナン 紺青の拳』のプロローグとして展開されるオリジナルストーリー。ゲストは、洋館に隠された宝石を巡って怪盗キッドと対決する。巧妙に仕掛けられた罠を潜り抜けながら、コナンたちと協力して事件を解決し、宝石の発見を目指すリアル脱出ゲーム形式のアトラクション。

#### 名探偵コナン・ミステリー・レストラン
| 名探偵コナン・ミステリー・レストラン Detective Conan Mystery Restaurant | 名探偵コナン・ミステリー・レストラン Detective Conan Mystery Restaurant |
| ----------------------------------------------------------------------- | ----------------------------------------------------------------------- |
| オープン日                                                              | 2019年1月18日                                                           |
| クローズ日                                                              | 2019年5月26日                                                           |
| 場所                                                                    | ロンバーズ・ランディング                                                |
| メニュー類                                                              | 洋食                                                                    |
| タイプ                                                                  | 推理ライブ・レストラン                                                  |
| サービス                                                                | フルサービス                                                            |
| キッズメニュー                                                          | 〇                                                                      |
| クレジットカード                                                        | ○                                                                       |

“食×ミステリー”という新たなエンターテイメントジャンルを創出した推理ライブ・レストラン。

ゲストは、鈴木財閥が新たにオープンしたレストランに招待されるが、幻の宝石を狙う「怪盗キッド」の挑戦に巻き込まれるパークオリジナルのストーリーが展開される。キッドを待ち構える「工藤新一」や、鈴木財閥の相談役である「鈴木次郎吉」、さらに“世界最強の防犯システム”と称される「京極真」が見守る中、豪華な食事を楽しむゲストの目の前で、宝石を巡るキッドとの華麗なバトルが繰り広げられる。

#### 名探偵コナン・ミステリー・チャレンジ
| 名探偵コナン・ミステリー・チャレンジ Detective Conan Mystery Challenge | 名探偵コナン・ミステリー・チャレンジ Detective Conan Mystery Challenge |
| ---------------------------------------------------------------------- | ---------------------------------------------------------------------- |
| 開始日                                                                 | 2019年1月18日                                                          |
| 終了日                                                                 | 2019年5月26日                                                          |
| 開催場所                                                               | パークワイド                                                           |
| タイプ                                                                 | ラリー                                                                 |

親子で楽しめるラリー形式にライブ・エンターテイメントの要素を加えた、新たな形の“謎解きエンターテイメント・ラリー”。 ゲストは、「怪盗キッド」が狙うパークの“謎の宝石”を守るため、「服部平次」とともに、パーク内に隠されたヒントを集め、暗号を解き明かしていく。。

### 進撃の巨人
6月22日、アニメで声優を務める梶裕貴（エレン役）、石川由依（ミカサ役）、井上麻里奈（アルミン役）、三上枝織（クリスタ役）、橋詰知久（ベルトルト役）、藤田咲（ユミル役）、神谷浩史（リヴァイ役）の7名が揃ってアトラクションを体験した。また、記念としてそれぞれが演じるキャラクターが描かれたポスターにサインを入れた。

#### 進撃の巨人・ザ・リアル
| 進撃の巨人・ザ・リアル Attack on Titan THE REAL | 進撃の巨人・ザ・リアル Attack on Titan THE REAL |
| ----------------------------------------------- | ----------------------------------------------- |
| オープン日                                      | 2019年]5月31日                                  |
| クローズ日                                      | 2019年8月25日                                   |
| 場所                                            | ターミネーター 2:3-D                            |
| タイプ                                          | 3DDライブ・シアター                             |
| 定員                                            | 750名（車イス、電動車イススペース8台）          |
| エクスプレス・パス                              | ○                                               |
| チャイルドスイッチ                              | ○                                               |

新次元3Dライブ・シアターとしてパークに再登場した。「ウォール・マリア奪還作戦」を舞台に、人類と巨人の生存をかけた戦いが描かれる。幅約50mにおよぶ世界最大級の3Dスクリーンを駆け巡る兵士や巨人が、オリジナルアニメーションを通じて再現され、迫力ある戦闘シーンが展開された。獣の巨人の圧倒的な力や、絶望的な状況に立ち向かう調査兵団の兵士たちがリアルキャストによって再現され、映像と実空間が交錯する臨場感あふれる演出が体験できた。 また、ユニバーサル・スタジオ・ジャパン独自の環境演出とスペシャルエフェクトにより、巨大さを体感できる超大型巨人や、会場内を飛び交う調査兵団の兵士たちが登場し、ゲストに圧倒的な没入感を提供した。

#### 進撃の巨人 クロノイド
開催施設：パレスシアター
「ウォール・マリア奪還作戦」の前夜を描き、リラックスする「エルヴィン」と「リヴァイ」の姿が、命を宿したかのようにリアルな「クロノイド」として再現された。この体験は『ユニバーサル・エクスプレス・パス』（有料）を利用することで楽しむことができた。

### ゴジラ、エヴァンゲリオン

#### ゴジラ対エヴァンゲリオン・ザ・リアル 4-D
| ゴジラ対エヴァンゲリオン・ザ・リアル 4-D GODZILLA vs EVANGELION THE REAL 4-D | ゴジラ対エヴァンゲリオン・ザ・リアル 4-D GODZILLA vs EVANGELION THE REAL 4-D |
| ---------------------------------------------------------------------------- | ---------------------------------------------------------------------------- |
| オープン日                                                                   | 2019年5月31日                                                                |
| クローズ日                                                                   | 2019年8月25日                                                                |
| 場所                                                                         | シネマ 4-D シアター                                                          |
| タイプ                                                                       | シアター・アトラクション                                                     |
| スポンサー                                                                   | 株式会社エディオン                                                           |
| 所要時間                                                                     | 約20分                                                                       |
| 定員                                                                         | 324名（車イス、電動車イススペース4台）                                       |
| エクスプレス・パス                                                           | ○                                                                            |
| チャイルドスイッチ                                                           | ○                                                                            |

「ゴジラ」と「エヴァンゲリオン」が初めてコラボレーションし、史上初の映像化アトラクションとして登場した。

##### ストーリー
世界的な危機をもたらした“セカンドインパクト”により甚大な被害を受けた旧東京首都圏に代わり、首都機能を引き継ぎ、未知の敵性生命体“使徒”との戦闘を目的とした要塞都市「第3新大阪市」。政府視察団（ゲスト）はこの都市の視察ツアーに参加し、上空からの視察のためVIP専用機「GLAUX（グラウクス）」に搭乗する。しかし突如として「ゴジラ」が第3新大阪市に出現。特務機関ネルフの葛城ミサトは、「エヴァンゲリオン」のパイロットである碇シンジ、綾波レイ、式波・アスカ・ラングレーに出動命令を下す。
視察団は急遽、安全保管区域への移動を試みるが、「ゴジラ」迎撃の戦闘に巻き込まれた「GLAUX（グラウクス）」が損傷を受け、制御不能に陥る。激戦の渦中へ投げ出された視察団は、「ゴジラ」と「エヴァンゲリオン」の壮絶な戦いを間近で目撃する。

「使徒」ではない「ゴジラ」がなぜ第3新大阪市に出現したのか、その謎が深まる中、「エヴァンゲリオン」は街を守るために「ゴジラ」と戦い続ける。。

#### グッズ・フード
「ゴジラ対エヴァンゲリオン」をテーマにしたグッズとして、シンプルな活字デザインとロゴがあしらわれたマグカップや、ブリキ素材の地色にモノクロで描かれたゴジラとエヴァンゲリオンのプリントクッキーなどが販売された。また、数量限定5,000個の「ゴジラ対エヴァンゲリオン・ポップコーンバケツ」も登場した

### 美少女戦士セーラームーン
7月13日、『ゴジラ対エヴァンゲリオン・ザ・リアル 4-D』に登場する「葛城ミサト」および『美少女戦士セーラームーン・ザ・ミラクル 4-D』の主人公「月野うさぎ」の声優を務める三石琴乃がパークを訪問。記念として、エヴァンゲリオン初号機とスーパーセーラームーンのポップコーンバケツにサインを入れた。このポップコーンバケツは、パーク内で展示された。

#### 美少女戦士セーラームーン・ザ・ミラクル4-D -ムーン・パレス編-
| 美少女戦士セーラームーン・ザ・ミラクル 4-D ～ムーン・パレス編～ Sailor Moon THE MIRACLE 4-D -Moon Palace- | 美少女戦士セーラームーン・ザ・ミラクル 4-D ～ムーン・パレス編～ Sailor Moon THE MIRACLE 4-D -Moon Palace- |
| --- | --- |
| オープン日                                                                                                | 2019年5月31日                                                                                             |
| クローズ日                                                                                                | 2019年8月25日                                                                                             |
| 場所 | シネマ 4-D シアター                                                                                       |
| タイプ | シアター・アトラクション                                                                                  |
| スポンサー                                                                                                | 株式会社エディオン（施設協賛）                                                                            |
| 所要時間                                                                                                  | 約20分 |
| 定員 | 324名（車イス、電動車イススペース4台）                                                                    |
| エクスプレス・パス                                                                                        | ○ |
| チャイルドスイッチ                                                                                        | ○ |

「セーラー10戦士」と「スーパーセーラームーン」が登場する新たなオリジナルストーリーとして、パークに再登場した。セーラー10戦士とスーパーセーラームーンのアトラクション化はシリーズ史上初の試みとなった。 月のパレスで開かれる舞踏会に招待されたゲストは、セーラー戦士たちと協力し、危機に陥ったセーラームーンを救い出して「スーパーセーラームーン」を覚醒させる物語が展開された。

#### グッズ
アトラクションに登場するセーラームーンの変身アイテム「ユニバーサル・ハート・コンパクト」が商品化された。このアイテムは、セーラー10戦士のイメージカラーが輝くオリジナルデザインで、セーラームーンシリーズ初の試みとなった。

## 2020年
2020年1月21日から6月28日まで、『進撃の巨人』『名探偵コナン』『ルパン三世』の3大ブランドが展開され、それぞれのブランドで史上初となるアトラクション体験が登場する予定だった、しかし、イベント開催中の2月29日、ユニバーサル・スタジオ・ジャパンは新型コロナウイルス感染症の世界的流行により営業を休止。6月8日から段階的に営業を再開したものの、本イベントでは「名探偵コナン・ザ・エスケープ -緋色の弾道-」および「名探偵コナン・ミステリー・レストラン」が中止された。そのほかのアトラクションは感染症対策を講じた上で、一部演出を変更して7月5日まで延長して開催された。
また、開催予定だった「モンスターハンターワールド：アイスボーン XR WALK」は、諸般の事情により準備が遅延し、開始日が延期された。このアトラクションは後に2022年に開催されることとなった。
キャッチコピーは「新体験で新興奮！世界が羨む、日本を楽しめ！」。

### 進撃の巨人
作品史上初、『進撃の巨人』連載10周年と連動した、2つの新体験が登場した。

#### 進撃の巨人 XRライド
| 進撃の巨人 XRライド Attack on Titan XR Ride | 進撃の巨人 XRライド Attack on Titan XR Ride |
| ------------------------------------------- | ------------------------------------------- |
| オープン日                                  | 2020年1月21日                               |
| クローズ日                                  | 2020年7月5日                                |
| 場所                                        | スペース・ファンタジー・ザ・ライド          |
| タイプ                                      | ライド・アトラクション                      |
| スポンサー                                  | 株式会社NTTドコモ（施設協賛）               |
| 所要時間                                    | 約10分                                      |
| 定員                                        | 4名（2名×2列）                              |
| 利用制限                                    | 身長制限122cm以上                           |
| エクスプレス・パス                          | ○                                           |
| シングルライダー                            | ○                                           |
| チャイルドスイッチ                          | ○                                           |

VR技術を駆使し、360度広がる『進撃の巨人』の世界に没入できる超体感型VRコースター。ゲストはエレンたち調査兵団と共に、超高速で絶望の世界を駆け抜けるスリルを味わえる。アトラクションの待機列では、調査兵団のフォト・オポチュニティも提供された。

##### ストーリー
巨人の襲撃によって街は壊滅的な被害を受けた。生存者救助に駆け付けたリヴァイ兵長率いる調査兵団によると、救出作戦は次のように進められるという。特別に開発された馬車に乗り、安全な地下通路を通って壁の内側まで移動する計画だ。調査兵団の指示に従い、生存者たちは馬車に乗り込み出発。しかし、想定外の攻撃により進路が断たれ、巨人たちが支配する地区を突破しなければならなくなる。

#### 進撃の巨人 調査兵団の食堂
| 進撃の巨人 調査兵団の食堂 Attack on Titan - Mess Hall of the Scout Regiment | 進撃の巨人 調査兵団の食堂 Attack on Titan - Mess Hall of the Scout Regiment |
| --------------------------------------------------------------------------- | --------------------------------------------------------------------------- |
| オープン日                                                                  | 2020年1月21日                                                               |
| クローズ日                                                                  | 2020年7月5日                                                                |
| 場所                                                                        | ロストワールド・レストラン                                                  |
| メニュー類                                                                  | 洋食                                                                        |
| タイプ                                                                      | クイックサービス                                                            |
| サービス                                                                    | クイックサービス                                                            |
| キッズメニュー                                                              | ○                                                                           |
| クレジットカード                                                            | ○                                                                           |

調査兵団の休息を楽しむ空間を再現したテーマレストラン。原作に登場する料理を彷彿とさせるプレートや、物語に登場する「契約のリンゴ」をイメージしたデザートなどがメニューとして提供された。店内には立体機動装置や調査兵団のリュック、衣類などが無造作に置かれ、作品の雰囲気が演出されていた。さらに、劇中で使用される楽曲やキャラクター同士の会話が流れる中、没入感のある空間が作られていた。

また、店内では「リヴァイ」と「ハンジ」のクロノイドと一緒に写真を撮れるフォト・オポチュニティも開催された。この特典は指定されたメニューを注文することで体験可能で、撮影した写真は有料のオリジナルフォルダーに入れて提供された。

#### グッズ
胸元にエンブレムが刺繍されたリニューアル版の調査兵団「ジャケット」が販売されたほか、細部まで忠実に再現された実寸大の「立体機動装置」や、調査兵団の「マント」など、調査兵団になりきれるグッズがラインナップされた。

### 名探偵コナン・ワールド
最新作『名探偵コナン 緋色の弾丸』に登場する重要なキャラクターであるFBI捜査官「赤井秀一」が初登場し、2つのアトラクションに登場した。

#### 名探偵コナン・ザ・エスケープ -緋色の弾道-
| 名探偵コナン・ザ・エスケープ ～緋色の弾道～ Detective Conan: The Escape - Scarlet Ballistic | 名探偵コナン・ザ・エスケープ ～緋色の弾道～ Detective Conan: The Escape - Scarlet Ballistic |
| ------------------------------------------------------------------------------------------- | ------------------------------------------------------------------------------------------- |
| オープン日                                                                                  | 2020年1月21日                                                                               |
| クローズ日                                                                                  | 2020年2月28日                                                                               |
| 場所                                                                                        | ステージ18                                                                                  |
| タイプ                                                                                      | リアル脱出ゲーム                                                                            |
| 所要時間                                                                                    | 約120分（体験時間: 約105分）                                                                |
| 利用制限                                                                                    | 年齢制限：中学生以上（小学生以下の体験には保護者の同伴が必要）                              |
| エクスプレス・パス                                                                          | チケット（有料）が必要                                                                      |

劇場版「名探偵コナン 緋色の弾丸」の前日譚となるオリジナルストーリーで展開されるリアル脱出ゲーム。
4年に一度開催されるスポーツの祭典「WSG（World Sports Games）」でのメダル獲得を目指し、鈴木財閥が新たにオープンした最新鋭の射撃トレーニング施設のお披露目イベントが舞台。イベントの最中に届いた制限時間60分の爆破予告により、物語が展開する。

「毛利蘭」「毛利小五郎」「鈴木園子」などおなじみのキャラクターに加え、劇場版の重要キャラクター「赤井秀一」がリアルキャストで登場。スクリーン映像、特殊効果、目の前で繰り広げられるライブパフォーマンスを通じて、リアルな『名探偵コナン』の世界が再現された。さらに、AR機能を搭載した最新端末を用いた動体視力や体力を駆使するミッションも実施された。

#### 名探偵コナン×ハリウッド・ドリーム・ザ・ライド
| 名探偵コナン×ハリウッド・ドリーム・ザ・ライド Detective Conan x Hollywood Dream the Ride | 名探偵コナン×ハリウッド・ドリーム・ザ・ライド Detective Conan x Hollywood Dream the Ride |
| ---------------------------------------------------------------------------------------- | ---------------------------------------------------------------------------------------- |
| オープン日                                                                               | 2020年1月21日                                                                            |
| クローズ日                                                                               | 2020年7月5日                                                                             |
| 場所                                                                                     | ハリウッド・ドリーム・ザ・ライド                                                         |
| タイプ                                                                                   | ストーリー・コースター                                                                   |
| スポンサー                                                                               | 大和ハウス工業株式会社                                                                   |
| 所要時間                                                                                 | 約3分                                                                                    |
| 定員                                                                                     | 36名（4名×9列）                                                                          |
| 利用制限                                                                                 | 身長制限：132cm以上                                                                      |
| エクスプレス・パス                                                                       | 〇                                                                                       |
| シングルライダー                                                                         | 〇                                                                                       |
| チャイルドスイッチ                                                                       | 〇                                                                                       |

ライド型アトラクション「ハリウッド・ドリーム・ザ・ライド」に、『名探偵コナン』の音声ストーリーを加えた特別仕様のアトラクションが初登場した。 ある取引現場を目撃したゲストは、追われる身となり、間一髪のところで駆けつけた「江戸川コナン」と「赤井秀一」の車に乗り込む。背後から迫る犯人の車を振り切るため、「赤井」の超絶ドライビングテクニックで繰り広げられるカーチェイスを体験する、緊迫感あふれるハードボイルドなオリジナルストーリーが展開された。

なお、『ハリウッド・ドリーム・ザ・ライド ～バックドロップ～』では体験できない。

#### 名探偵コナン・ミステリー・チャレンジ
| 名探偵コナン・ミステリー・チャレンジ Detective Conan Mystery Challenge | 名探偵コナン・ミステリー・チャレンジ Detective Conan Mystery Challenge |
| ---------------------------------------------------------------------- | ---------------------------------------------------------------------- |
| 開始日                                                                 | 2020年1月21日                                                          |
| 終了日                                                                 | 2020年7月5日                                                           |
| 開催場所                                                               | パークワイド 「捜査資料」配布場所：パレスシアター                      |
| 開催時間                                                               | 「捜査資料」がなくなり次第終了                                         |
| タイプ                                                                 | 謎解きエンターテイメント・ラリー                                       |
| 所要時間                                                               | 約30分（エンディング・ショー部分）                                     |

親子で楽しめるラリー形式にライブ・エンターテイメントの要素を加えた、新しい形の“謎解きエンターテイメント・ラリー”。
パークから“大切なもの”が盗まれる事件が発生し、拾われた謎のメモの暗号解読に挑むことになる。暗号を解読できたゲストは“優秀な探偵”と認められ、「服部平次」と協力して、パーク内に散らばる謎を解き明かし、事件の真相に迫る。

エンディング・ショーでは、リアル・キャストの「服部平次」と「遠山和葉」に加え、初登場となる「大岡紅葉」が登場し、事件の解決に導く。

#### 名探偵コナン・ミステリー・レストラン
| 名探偵コナン・ミステリー・レストラン Detective Conan Mystery Restaurant | 名探偵コナン・ミステリー・レストラン Detective Conan Mystery Restaurant |
| ----------------------------------------------------------------------- | ----------------------------------------------------------------------- |
| オープン日                                                              | 2020年1月21日                                                           |
| クローズ日                                                              | 2020年2月28日                                                           |
| 場所                                                                    | ロンバーズ・ランディング                                                |
| メニュー類                                                              | 洋食                                                                    |
| タイプ                                                                  | 推理ライブ・エンターテイメント・レストラン                              |
| サービス                                                                | フルサービス                                                            |
| キッズメニュー                                                          | ○                                                                       |
| クレジットカード                                                        | ○                                                                       |

“食×ミステリー”をテーマにした推理ライブ・エンターテイメント・レストラン。

舞台は、鈴木財閥が手がける新プロジェクト「ディテクティブ・アイランド・リゾート」の建設発表会パーティ。リアル・キャストの「安室透」、「鈴木園子」、そして初登場の「世良真純」が登場。ゲストは彼らと協力しながら、失われたお宝の行方を追い、真実を解き明かしていく。

### ルパン三世

#### ルパン三世・ザ・ライブ
| ルパン三世・ザ・ライブ Lupin the Third: THE LIVE | ルパン三世・ザ・ライブ Lupin the Third: THE LIVE |
| ------------------------------------------------ | ------------------------------------------------ |
| 開始日                                           | 2020年1月21日                                    |
| 終了日                                           | 2020年7月5日                                     |
| 開催場所                                         | デランシー・ストリート（ニューヨーク・エリア）   |
| 開催時間                                         | 1日4～5回程                                      |
| タイプ                                           | ストリート・ショー                               |
| 所要時間                                         | 約20分                                           |

リアル・キャストによる「ルパン三世」をはじめ、パーク初登場の「次元大介」、「石川五ェ門」、「峰不二子」、「銭形警部」が、お宝を狙いニューヨーク・エリアに集結。デランシー・ストリートを舞台に、所狭しと逃走劇を繰り広げるエンターテイメントショー。

#### ルパン三世リストランテ・アモーレ
| ルパン三世リストランテ・アモーレ Lupin III Ristorante Amore | ルパン三世リストランテ・アモーレ Lupin III Ristorante Amore |
| ----------------------------------------------------------- | ----------------------------------------------------------- |
| オープン日                                                  | 2020年1月21日                                               |
| クローズ日                                                  | 2020年7月5日                                                |
| 場所                                                        | アズーラ・ディ・カプリ                                      |
| メニュー類                                                  | 洋食                                                        |
| タイプ                                                      | エンターテイメント・レストラン                              |
| サービス                                                    | フルサービス                                                |
| キッズメニュー                                              | ○                                                           |
| クレジットカード                                            | ○                                                           |

前年に好評を博した、ルパンの行きつけのリストランテをテーマにしたレストランがパワーアップして再登場。本年は、逃走中のリアル・キャスト「ルパン三世」に加え、「石川五ェ門」も登場した。ルパンの大好物である「ミートボール・スパゲティ」に加え、登場キャラクターをイメージしたセットメニューが提供された。

## 2022年
2022年3月4日（「モンスターハンターワールド：アイスボーン XR WALK」のみ1月21日）から8月28日までの期間中、『モンスターハンターワールド：アイスボーン』『進撃の巨人』『名探偵コナン』『HUNTER×HUNTER』『美少女戦士セーラームーン』の5ブランドで展開された。キャッチコピーは「飛び込め！想像“ブッとぶ“超リアルに！」。

### モンスターハンター

#### モンスターハンターワールド: アイスボーン XR WALK
| モンスターハンターワールド：アイスボーンXR WALK Monster Hunter World: Iceborne XR Walk | モンスターハンターワールド：アイスボーンXR WALK Monster Hunter World: Iceborne XR Walk |
| -------------------------------------------------------------------------------------- | -------------------------------------------------------------------------------------- |
| オープン日                                                                             | 2022年1月21日                                                                          |
| クローズ日                                                                             | 2023年8月31日                                                                          |
| 場所                                                                                   | XR WALK（ステージ 18）                                                                 |
| タイプ                                                                                 | フリーウォーク型 VR                                                                    |
| 所要時間                                                                               | 約60分（受付：約10分、事前準備：約15分、体験時間：約25分）                             |
| 利用制限                                                                               | 年齢制限10歳以上 身長制限147cm以上                                                     |
| エクスプレス・パス                                                                     | チケット（有料）が必要                                                                 |

ユニバーサル・スタジオ・ジャパン初のフリーウォーク型VRアトラクション『XR WALK』として新たに常設施設としてオープン。当初は2020年に開催予定だったが、新型コロナウイルス感染症の世界的流行の影響で延期されていた。

ゲストは、自身の分身となる“アバター”を選択し、ゲームでおなじみの大剣、太刀、ハンマー、スラッシュアックス、ヘビィボウガンの5種類の武器から好きなものを装備してハンターとしてプレイする。実際に自分の足で雪原を歩きながら、アイテム（素材）や痕跡を採取し、洞窟を抜け、険しい崖を登り、雪と氷のフィールドを探索して「イヴェルカーナ」を討伐することが可能。さらに、最大4人の仲間とボイスメッセージで会話しながら協力プレイができ、チームでの戦略を駆使して高スコアを目指すなど、「モンスターハンター」の世界観を活かした多彩な楽しみ方が提供された。

#### フード
スタミナ回復の必需品「こんがり肉G」や、しっぽやリボン、ストライプ模様まで再現した「プーギー」チュリトスが提供された。

#### グッズ
コラボ装備「蒼世ネコシリーズ」のフィギュアや、好きなドリンクを持ち歩ける「回復薬ボトル」など、パーク限定のグッズが販売された。

### 進撃の巨人

#### 進撃の巨人 XRライド
| 進撃の巨人 XRライド Attack on Titan XR Ride | 進撃の巨人 XRライド Attack on Titan XR Ride |
| ------------------------------------------- | ------------------------------------------- |
| オープン日                                  | 2022年3月4日                                |
| クローズ日                                  | 2022年7月19日                               |
| 場所                                        | スペース・ファンタジー・ザ・ライド          |
| タイプ                                      | コースター（XR ライド）                     |
| スポンサー                                  | 株式会社JTB（施設協賛）                     |
| 所要時間                                    | 約10分                                      |
| 定員                                        | 4名（2名×2列）                              |
| 利用制限                                    | 身長制限122cm以上                           |
| エクスプレス・パス                          | ○                                           |
| シングルライダー                            | ○                                           |
| チャイルドスイッチ                          | ○                                           |

2020年に登場したXRライドが復活して再登場した。
襲撃によって壊滅的な被害を受けた街を舞台に、生存者の救助に駆け付けたリヴァイ兵長率いる調査兵団と共に、彼らが特別に開発した馬車に乗り、巨人たちが占拠する地区を突破するスリリングなコースター体験が提供された。
システム調整のため、7月19日から休止し、7月22日に予定を繰り上げて運行を終了したが、フードやグッズの提供は継続された。

#### フード
「スタジオ・スターズ・レストラン」では、「エレン」や「リヴァイ」たちのセリフがテーマのプレートセット「リヴァイ・プレートセット ～まぁせいぜい・・・悔いが残らない食べ方を自分で選べ～」「エレン・プレートセット ～いいから黙って自分の好きなように食ってみろ！！～」や、「ミカサ」の赤いマフラーをイメージした優しい甘さのデザート「ミカサの赤いマフラーを巻いたデザート ～ピーチメルバ風ミルクチョコムース～」、超大型巨人になった「アルミン」が降臨するパフェ「超大型巨人になったアルミンのデザート ～マンゴープリンのグラスパフェ～」などが提供された。ポップコーンバケツには、“つかのまの休息にくつろぐ”「リヴァイ兵長」が初登場し、“紅茶”のフレーバーが提供された。

#### グッズ
前回好評を博した調査兵団の「ジャケット」や「マント」など、調査兵団になりきれるアイテムが再登場した。また、物語の中で運命を決する重要アイテム「注射器」を再現したボールペンや、「リヴァイ」と「獣の巨人」の戦闘シーンをモチーフにしたクッションなど、新たなグッズも販売された。

### 名探偵コナン

#### 名探偵コナン・ザ・エスケープ ～ハロウィンの幻影～
| 名探偵コナン・ザ・エスケープ ～ハロウィンの幻影～ Detective Conan: The Escape - Halloween Phantom | 名探偵コナン・ザ・エスケープ ～ハロウィンの幻影～ Detective Conan: The Escape - Halloween Phantom |
| ------------------------------------------------------------------------------------------------- | ------------------------------------------------------------------------------------------------- |
| オープン日                                                                                        | 2022年3月4日                                                                                      |
| クローズ日                                                                                        | 2022年8月28日                                                                                     |
| 場所                                                                                              | ステージ18                                                                                        |
| タイプ                                                                                            | リアル脱出ゲーム                                                                                  |
| 所要時間                                                                                          | 約120分（体験時間 約105分）                                                                       |
| 利用制限                                                                                          | 年齢制限：中学生以上（小学生以下は保護者の同伴が必要）                                            |
| エクスプレス・パス                                                                                | チケット（有料）が必要                                                                            |

劇場版『名探偵コナン ハロウィンの花嫁』の前日譚となるオリジナルストーリーが展開されるリアル脱出ゲーム。

舞台は「ポリス・アーカイブス・ミュージアム」のリニューアル記念イベント。ゲストは疑似捜査体験の一環として事件解決に挑むが、突然リアルな事件に巻き込まれることに。「江戸川コナン」をはじめ、「降谷零」、「高木渉」、「佐藤美和子」といったリアルキャストや、「毛利蘭」、「毛利小五郎」、「鈴木園子」らとともに、脱出を目指して協力し合うスリリングな体験が楽しめる。

#### 名探偵コナン×ハリウッド・ドリーム・ザ・ライド
| 名探偵コナン×ハリウッド・ドリーム・ザ・ライド Detective Conan x Hollywood Dream the Ride | 名探偵コナン×ハリウッド・ドリーム・ザ・ライド Detective Conan x Hollywood Dream the Ride |
| ---------------------------------------------------------------------------------------- | ---------------------------------------------------------------------------------------- |
| オープン日                                                                               | 2022年3月4日                                                                             |
| クローズ日                                                                               | 2022年8月28日                                                                            |
| 場所                                                                                     | ハリウッド・ドリーム・ザ・ライド                                                         |
| タイプ                                                                                   | ストーリー・コースター                                                                   |
| スポンサー                                                                               | 大和ハウス工業株式会社                                                                   |
| 所要時間                                                                                 | 約3分                                                                                    |
| 定員                                                                                     | 36名（4名×9列）                                                                          |
| 利用制限                                                                                 | 身長制限：132cm以上                                                                      |
| エクスプレス・パス                                                                       | 〇                                                                                       |
| シングルライダー                                                                         | 〇                                                                                       |
| チャイルドスイッチ                                                                       | 〇                                                                                       |

ライド型アトラクション「ハリウッド・ドリーム・ザ・ライド」に、『名探偵コナン』の音声ストーリーを加えた特別仕様のアトラクション。
ゲストは公安警察の新人刑事として「降谷零」の愛車“RX-7”に乗り込み、「江戸川コナン」とともに犯人グループのヘリコプターを追跡するオリジナルストーリーが展開された。

なお、『ハリウッド・ドリーム・ザ・ライド ～バックドロップ～』では体験できない。

#### 名探偵コナン・ミステリー・レストラン
| 名探偵コナン・ミステリー・レストラン Detective Conan Mystery Restaurant | 名探偵コナン・ミステリー・レストラン Detective Conan Mystery Restaurant |
| ----------------------------------------------------------------------- | ----------------------------------------------------------------------- |
| オープン日                                                              | 2022年3月24日                                                           |
| クローズ日                                                              | 2022年6月5日                                                            |
| 場所                                                                    | ロンバーズ・ランディング                                                |
| メニュー類                                                              | 洋食                                                                    |
| タイプ                                                                  | 推理ライブ・エンターテイメント・レストラン                              |
| サービス                                                                | フルサービス                                                            |
| キッズメニュー                                                          | ○                                                                       |
| クレジットカード                                                        | ○                                                                       |

“食×ミステリー”をテーマにした推理ライブ・エンターテイメント・レストラン。今回、「安室透」に加え、「高木渉」と「佐藤美和子」が初登場した。

舞台は超一流のフレンチ料理と、料理に隠された謎解きが楽しめるミステリー・レストラン「フルール・デ・セゾン」。プレ・オープンに招待された「高木刑事」と「佐藤刑事」、そして喫茶ポアロの店員としてレストランを手伝う「安室透」が登場するオリジナルストーリーが展開された。

#### 名探偵コナン・ミステリー・チャレンジ
| 名探偵コナン・ミステリー・チャレンジ Detective Conan Mystery Challenge | 名探偵コナン・ミステリー・チャレンジ Detective Conan Mystery Challenge |
| ---------------------------------------------------------------------- | ---------------------------------------------------------------------- |
| 開始日                                                                 | 2022年3月4日                                                           |
| 終了日                                                                 | 2022年8月28日                                                          |
| 開催場所                                                               | パークワイド 受付場所：パレスシアター                                  |
| 開催時間                                                               | 定員になり次第受付終了                                                 |
| タイプ                                                                 | 謎解きエンターテイメント・ラリー                                       |
| 所要時間                                                               | 約30分（エンディング・ショー）                                         |

リアル探偵体験が楽しめる“謎解きエンターテイメント・ラリー”。 ゲストは、パーク中を巡り、「少年探偵団」の協力を得ながら資料を手がかりに事件の解決に挑戦する。エンディング・ショーでは、「服部平次」と「遠山和葉」がリアルキャストとして登場し、事件の真相が明らかにされる。

#### フード
「コナン」の「名探偵の蝶ネクタイサンド ～チキンカレー～」をはじめ、“喫茶ポアロ”で人気の「安室」特製メニューをアレンジしたサンドイッチ「喫茶ポアロ・スペシャル・ランチボックス」や、「喫茶ポアロ特製ケーキ」が提供された。

#### グッズ
リボンヘアクリップや、助手席に置かれたジャケットまで再現された「降谷」の愛車“RX-7”のミニカー、描き下ろしアートをデザインしたプリントクッキー缶などが販売された。

### HUNTER×HUNTER

#### ハンター×ハンター・ザ・リアル ４‐Ｄ
| ハンター×ハンター・ザ・リアル 4-D HUNTER×HUNTER: The Real 4-D | ハンター×ハンター・ザ・リアル 4-D HUNTER×HUNTER: The Real 4-D |
| ------------------------------------------------------------- | ------------------------------------------------------------- |
| オープン日                                                    | 2022年3月4日                                                  |
| クローズ日                                                    | 2022年8月28日                                                 |
| 場所                                                          | シネマ 4-D シアター                                           |
| タイプ                                                        | シアター・ショー                                              |
| スポンサー                                                    | 株式会社エディオン（施設協賛）                                |
| 所要時間                                                      | 約20分                                                        |
| 定員                                                          | 324名（車イス、電動車イススペース4台）                        |
| エクスプレス・パス                                            | ○                                                             |
| チャイルドスイッチ                                            | ○                                                             |

『HUNTER×HUNTER』史上初となるシアター型ショー・アトラクションが登場した。 世界一のハンターを目指す少年「ゴン＝フリークス」、「キルア＝ゾルディック」、少数民族クルタ族の生き残りで仲間の「クラピカ」たちが、ハンター協会からの依頼でマフィアのオークションに潜入するという完全オリジナルストーリーが展開された。強敵「ヒソカ」も登場し、キャラクターたちの“念能力”が迫力の演出とともに描かれた。

#### フード
ハンター試験の番号をモチーフにした「ゴン×ケーキ×チョコ」や、「キルア×ソーダ×グレープフレーバー」が提供された。

#### グッズ
「ゴン＝フリークス」をイメージしたイヤホンポーチや、「ヒソカ」のトランプをモチーフにしたパスケース、自分の念能力を調べる「水見式グラス」、強敵との戦いで急成長を遂げた「ゴン」をデザインしたタオルなど、作品の世界観を体感できるオリジナルグッズが販売された。

### 美少女戦士セーラームーン

#### 美少女戦士セーラームーン・ザ・ミラクル 4-D ～ムーン・パレス編 デラックス～
| 美少女戦士セーラームーン・ザ・ミラクル 4-D ～ムーン・パレス編 デラックス～ Sailor Moon THE MIRACLE 4-D -Moon Palace Deluxe- | 美少女戦士セーラームーン・ザ・ミラクル 4-D ～ムーン・パレス編 デラックス～ Sailor Moon THE MIRACLE 4-D -Moon Palace Deluxe- |
| --- | --- |
| オープン日 | 2022年3月4日 |
| クローズ日 | 2022年8月28日 |
| 場所 | シネマ 4-D シアター |
| タイプ | シアター・ショー |
| スポンサー | 株式会社エディオン（施設協賛）                                                                                              |
| 所要時間 | 約20分 |
| 定員 | 324名（車イス、電動車イススペース4台）                                                                                      |
| エクスプレス・パス | ○ |
| チャイルドスイッチ | ○ |

2019年に開催され人気を博した「美少女戦士セーラームーン・ザ・ミラクル 4-D ～ムーン・パレス編」が、ドレスアップした“セーラー10戦士”による舞踏会シーンを追加した“デラックス版”として再登場した。

物語は、「月野うさぎ」「地場衛」「ちびうさ」が月のパレスで開いた舞踏会を舞台に、“幻の銀水晶”を狙う敵に立ち向かうオリジナルストーリーが展開された。

#### フード
「セーラームーン」と「タキシード仮面」をモチーフにしたカフェプレートや、「セーラーちびムーン」のプリズムハートコンパクトを再現したケーキ、セーラー5戦士をイメージしたデザートが提供された。また、「セーラーちびムーン」と外部太陽系4戦士をイメージしたドリンクも登場し、それぞれキャラクターの個性を反映したメニューが揃えられた。

#### グッズ
ユニバーサル・ハート・コンパクトをモチーフにしたバッグチャームや、「セーラームーン」と「ルナ」を大きくデザインしたフェイスタオル、セーラー戦士たちをイメージしたリボンヘアクリップなど、多彩なグッズが販売された。

## 2023年
2023年2月17日から7月2日までの期間中、『名探偵コナン』『モンスターハンターワールド：アイスボーン』『SPY×FAMILY』の3ブランドが展開された。キャッチコピーは「全身ブチ抜く超刺激、迫りくる超リアル体験！」。

### SPY×FAMILY

#### SPY×FAMILY シークレット・ミッション
| SPY×FAMILY シークレット・ミッション SPY×FAMILY Secret Mission | SPY×FAMILY シークレット・ミッション SPY×FAMILY Secret Mission |
| ------------------------------------------------------------- | ------------------------------------------------------------- |
| オープン日                                                    | 2023年2月17日                                                 |
| クローズ日                                                    | 2023年7月2日                                                  |
| 場所                                                          | パーク・ワイド 受付場所：パレスシアター                       |
| タイプ                                                        | 謎解きラリー＆ライブ・エンターテイメント・ショー              |
| 所要時間                                                      | 約15分｛最終ミッション（エンディング・ショー）｝              |

ゲストは秘密組織「WISE」の新人エージェントとして、フォージャー家との極秘ミッション「オペレーション梟」に挑む。暗号を解読したゲストには、ロイドからの最重要ミッションとして、ライブ・エンターテイメント・ショーへの参加が認められる。この最重要ミッションでは、「アーニャ」やリアル・キャストの「ロイド」、「ヨル」が登場した。

#### フード
「フィネガンズ・バー＆グリル」では、フォージャー家をテーマにした「SPY×FAMILY ビーフシチューセット～フォージャー家 特製メニュー～」のほか、アーニャとボンドをイメージした「アーニャ×ボンド わくわくドリンク～いちごみるく～」や、ノンアルコールカクテル「ロイド×ヨル仮初め夫婦ドリンク ～アップル＆コーヒーソーダ～」が登場した。
また、フードカートでは、「星（ステラ）」をトッピングした「スターライトアーニャ・チュリトス ～フランボワーズフレーバー～」や、アーニャが大切にしているぬいぐるみ“きめらちょうかん”をモチーフにしたキャラクターまん「きめらちょうかん れべる100おくまん～かれー～」が販売された。

#### グッズ
アーニャが大切にしている“きめらちょうかん”のぬいぐるみをモチーフにした「ペンケース」が登場した。また、作品の登場キャラクターのアイコンやアーニャをデザインした「マスキングテープ＆アクリルペンスタンドセット」など、オリジナルのステーショナリーグッズも販売された。

### 名探偵コナン

#### 名探偵コナン・ザ・エスケープ ～黒鉄の序幕（プロローグ）～
| 名探偵コナン・ザ・エスケープ ～黒鉄の序幕～ Detective Conan: The Escape - Black Iron Prelude | 名探偵コナン・ザ・エスケープ ～黒鉄の序幕～ Detective Conan: The Escape - Black Iron Prelude |
| -------------------------------------------------------------------------------------------- | -------------------------------------------------------------------------------------------- |
| オープン日                                                                                   | 2023年2月17日                                                                                |
| クローズ日                                                                                   | 2023年7月2日                                                                                 |
| 場所                                                                                         | ステージ18                                                                                   |
| タイプ                                                                                       | リアル脱出ゲーム                                                                             |
| 所要時間                                                                                     | 約120分（体験時間 約105分）                                                                  |
| 利用制限                                                                                     | 年齢制限：中学生以上（小学生以下は保護者の同伴が必要）                                       |
| エクスプレス・パス                                                                           | ○                                                                                            |

劇場版『名探偵コナン 黒鉄の魚影』と連動したオリジナルストーリーが展開された。本年では「黒ずくめの組織」が初登場し、館内を探索して謎を解き明かすウォークスルー型のリアル脱出ゲームとして登場。史上最多の問題数を誇り、3年ぶりに完全復活を遂げた。
舞台は、鈴木財閥が支援するIT企業が開発した推理型A.I.「Dr.ソーンダイクⅡ」のお披露目イベント。ゲストは、A.I. AGENTの学習支援を目的とした謎解きゲームに参加するが、Dr.ソーンダイクⅡが突然暴走し、館内に閉じ込められてしまう。

ゲストは次第に強力な相棒となる「A.I. AGENT」とともに、「江戸川コナン」「灰原哀」「沖矢昴」らと協力しながら、ピンチを乗り越え事件を解決していく。

#### 名探偵コナン・ミステリー・レストラン
| 名探偵コナン・ミステリー・レストラン Detective Conan Mystery Restaurant | 名探偵コナン・ミステリー・レストラン Detective Conan Mystery Restaurant |
| ----------------------------------------------------------------------- | ----------------------------------------------------------------------- |
| オープン日                                                              | 2023年2月17日                                                           |
| クローズ日                                                              | 2023年6月4日                                                            |
| 場所                                                                    | ロンバーズ・ランディング                                                |
| メニュー類                                                              | 洋食                                                                    |
| タイプ                                                                  | エンターテイメント・レストラン                                          |
| サービス                                                                | フルサービス                                                            |
| キッズメニュー                                                          | ○                                                                       |
| クレジットカード                                                        | ○                                                                       |

「生」アクション×食×本格ミステリーが融合したエンターテイメント・レストラン。本年の「名探偵コナン・ミステリー・レストラン」では、「服部平次」と「遠山和葉」が初登場した。 舞台は、遠山和葉の中学時代の先輩が経営するレストラン「アクアオーラ」のグランドオープン。「服部平次」、「遠山和葉」、「毛利蘭」がレストランを手伝っている最中に、近隣で起きた怪事件に巻き込まれる。ゲストは彼らと協力して事件の真相を解き明かす。

#### 名探偵コナン×ハリウッド・ドリーム・ザ・ライド ～激走の試乗会～
| 名探偵コナン×ハリウッド・ドリーム・ザ・ライド ～激走の試乗会（テストドライブ）～ Detective Conan x Hollywood Dream - The Ride: A Fierce Test Ride | 名探偵コナン×ハリウッド・ドリーム・ザ・ライド ～激走の試乗会（テストドライブ）～ Detective Conan x Hollywood Dream - The Ride: A Fierce Test Ride |
| --- | --- |
| オープン日 | 2022年2月17日 |
| クローズ日 | 2022年7月2日 |
| 場所 | ハリウッド・ドリーム・ザ・ライド |
| タイプ | ストーリー・コースター |
| スポンサー | 大和ハウス工業株式会社 |
| 所要時間 | 約3分 |
| 定員 | 36名（4名×9列） |
| 利用制限 | 身長制限：132cm以上 |
| エクスプレス・パス | 〇 |
| シングルライダー | 〇 |
| チャイルドスイッチ | 〇 |

ライド型アトラクション「ハリウッド・ドリーム・ザ・ライド」に、『名探偵コナン』の音声ストーリーを加えた特別仕様のアトラクション。
ゲストは「少年探偵団」とともに、「阿笠博士」がデザインに携わった新車の試乗会に参加。しかし、出発直後にブレーキが利かなくなり、車が暴走を始める。ゲストは「江戸川コナン」と「灰原哀」の連携に協力し、暴走する車を止めるため奮闘するスリリングな展開が繰り広げられる。

なお、『ハリウッド・ドリーム・ザ・ライド ～バックドロップ～』では体験できない。

#### フード
「黒ずくめの組織」をテーマにした食べ歩きスイーツ「黒ずくめの組織 アーモンドチョコレート・クッキーパイ」や、沖矢昴が阿笠博士の家に差し入れる“お裾分けメニュー”をイメージした「沖矢昴のお裾分け ～チキンカレースープ＆ライ麦パンのオープンサンド～」が提供された。また、沖矢が工藤邸を訪れる客人に振る舞う紅茶をイメージした「沖矢昴のブラックティー ～リンゴのコンポート～」も登場した。

#### グッズ
「黒ずくめの組織」がコナンに飲ませた毒薬“APTX-4869”をモチーフにした「ペンケース」や、組織が使用するコードネームをデザインに取り入れた「ステンレスタンブラー」など、オリジナルグッズが販売された。

### モンスターハンター

#### モンスターハンターワールド：アイスボーン XR WALK
昨年度に初登場したフリーウォーク型VRアトラクションが、好評を受けて開催期間を延長し、再び展開された。
さらに、本アトラクションは、AIXR（The Academy of International Extended Reality）が主催する第6回VR Awards（VRアワード）において、「VR ロケーションベース・エンターテイメント・オブ・ザ・イヤー」部門のファイナリストに選出された。

## 2024年
2024年3月1日から6月30日まで（『僕のヒーローアカデミア』は2024年8月14日まで）開催され、『名探偵コナン』『モンスターハンター』、そして初コラボレーションとなる『僕のヒーローアカデミア』の3ブランドが展開された。キャッチコピーは「超衝撃！ 超リアル！「あの世界」の真っただ中へ。」。
開幕前日に行われたオープニング・セレモニーでは、元競泳選手の北島康介が登壇した。また、『僕のヒーローアカデミア』からは門司健吾（集英社・週刊少年ジャンプ編集部メディアプロデュースチーム担当）、『モンスターハンター』からは辻本良三（『モンスターハンター』シリーズプロデューサー、カプコン取締役専務執行役員）が登場。さらに、劇場版『名探偵コナン』のプロデューサーである近藤秀峰、汐口武史、岡田悠平がオンラインで参加し、イベントの開幕が宣言された。

### 僕のヒーローアカデミア

#### 僕のヒーローアカデミア・ザ・リアル 4-D
| 僕のヒーローアカデミア・ザ・リアル 4-D My Hero Academia THE REAL 4-D | 僕のヒーローアカデミア・ザ・リアル 4-D My Hero Academia THE REAL 4-D |
| -------------------------------------------------------------------- | -------------------------------------------------------------------- |
| オープン日                                                           | 2024年3月1日                                                         |
| クローズ日                                                           | 2024年8月14日                                                        |
| 場所                                                                 | シネマ 4-D シアター                                                  |
| タイプ                                                               | シアター・ショー                                                     |
| スポンサー                                                           | 株式会社エディオン（施設協賛）                                       |
| 所要時間                                                             | 約20分                                                               |
| 定員                                                                 | 324名（⾞イス、電動⾞イススペース4台）                               |
| 利用制限                                                             | 年齢制限中学生以上（小学生以下は保護者の同伴が必要）                 |
| エクスプレス・パス                                                   | ○                                                                    |
| チャイルドスイッチ                                                   | ○                                                                    |

『僕のヒーローアカデミア』シリーズ初の4Dアトラクションが登場した。
ストーリーは、世界的ロックミュージシャン“ギターマインド”のコンサート警備を任されたデク、爆豪、お茶子、轟ら雄英高校の生徒たちが、会場で巻き起こるトラブルに立ち向かうというもの。演奏を聴きに来たオーディエンスで会場は熱気に包まれていたが、ラストライブを前に、ステージで怪しい動きが目撃される。

4月21日、声優の山下大輝（緑谷出久役）と岡本信彦（爆豪勝己役）が来場し、アトラクションを体験した。

##### フード
「ビバリーヒルズ・ブランジェリー」では、緑谷出久（デク）と爆豪勝己の好物をオールマイトがアレンジした「オールマイト特製！カツサンドセット」や、轟焦凍の“個性”『半冷半燃』をモチーフにしたデザート「轟の“半冷半燃” フロマージュブラン オレンジ＆スパイス」などが提供された。さらに、食べ歩きフードとして、辛いものが好きな爆豪をイメージした麻婆風味のあんが入った「爆豪の“爆破” 麻婆肉まん」も販売された。

##### グッズ
キャラクターのヒーローコスチュームをイメージした「カチューシャ」や、作中に登場する訓練施設「USJ（ウソの災害や事故ルーム）」をモチーフにした「プリントクッキー」など、キャラクターの“個性”を反映したグッズが展開された。

### 名探偵コナン
| 名探偵コナン・ザ・エスケープ ～100万ドルの序幕（プロローグ）～ Detective Conan: The Escape - The Million Dollar Prelude | 名探偵コナン・ザ・エスケープ ～100万ドルの序幕（プロローグ）～ Detective Conan: The Escape - The Million Dollar Prelude |
| --- | --- |
| オープン日 | 2024年3月1日 |
| クローズ日 | 2024年 6月30日 |
| 場所 | ステージ 18 |
| タイプ | リアル脱出ゲーム |
| 所要時間 | 約120分（体験時間 約105分）                                                                                             |
| 利用制限 | 年齢制限：中学生以上（小学生以下は保護者の同伴が必要）                                                                  |
| エクスプレス・パス | ○ |

#### 名探偵コナン・ザ・エスケープ ～100万ドルの序幕（プロローグ）～
劇場版『名探偵コナン 100万ドルの五稜星』と連動したオリジナルストーリーが展開され、本年より自由に施設内を駆け巡りながら謎を解くスタイルが完全復活した。
舞台は、「名探偵に挑戦！」をテーマにしたスペシャルクイズ番組の収録現場。ゲストとして毛利小五郎や服部平次が招かれ、さらに江戸川コナン、毛利蘭、遠山和葉、別番組のため鈴木財閥のお宝を持参した鈴木園子も収録に参加していた。並みいるクイズ王たちが揃う中、収録が始まろうとした瞬間、「キングQ」を名乗る人物から局内に複数の爆弾が仕掛けられたとのメッセージが届く。彼は出題するクイズに正解しなければ、すべての爆弾を爆発させると告げた。さらに、モニターには爆弾を巻き付けられた園子の姿が映し出される。

ゲストはコナンや平次とメッセージをやり取りしながら、いくつもの部屋を駆け巡り、端末を使ってヒントを集め、小五郎たちと協力して謎を解いていく。

#### 名探偵コナン・ミステリー・レストラン
| 名探偵コナン・ミステリー・レストラン Detective Conan Mystery Restaurant | 名探偵コナン・ミステリー・レストラン Detective Conan Mystery Restaurant |
| ----------------------------------------------------------------------- | ----------------------------------------------------------------------- |
| オープン日                                                              | 2024年3月1日                                                            |
| クローズ日                                                              | 2024年6月7日                                                            |
| 場所                                                                    | ロンバーズ・ランディング                                                |
| メニュー類                                                              | 洋食                                                                    |
| タイプ                                                                  | エンターテイメント・レストラン                                          |
| サービス                                                                | フルサービス                                                            |
| キッズメニュー                                                          | ○                                                                       |
| クレジットカード                                                        | ○                                                                       |

本年は、ヴァイオリンの生演奏が加わり、謎解きやエンターテイナーによるアクションを融合させた「食×音楽×ミステリー」の体験が提供された。

舞台は、ライブ演奏と美食が楽しめるレストラン「ブルー・ハーモニー」。「大岡紅葉」に招かれた「服部平次」が登場し、彼の動向を怪しんだ「遠山和葉」も参加する。平次は、披露されるヴァイオリンの名器に何か引っかかるものを感じ、密かにコナンと連絡を取る。一方、店内で音楽や食事を楽しむゲストたちは、次第に深まる謎に巻き込まれていく。

#### 名探偵コナン×ハリウッド・ドリーム・ザ・ライド ～波乱の輸送機（プライベートジェット）～
| 名探偵コナン×ハリウッド・ドリーム・ザ・ライド ～激走の試乗会（テストドライブ）～ Detective Conan x Hollywood Dream - The Ride: Private Jet in Turmoil | 名探偵コナン×ハリウッド・ドリーム・ザ・ライド ～激走の試乗会（テストドライブ）～ Detective Conan x Hollywood Dream - The Ride: Private Jet in Turmoil |
| --- | --- |
| オープン日 | 2022年2月17日 |
| クローズ日 | 2022年7月2日 |
| 場所 | ハリウッド・ドリーム・ザ・ライド |
| タイプ | ストーリー・コースター |
| スポンサー | 大和ハウス工業株式会社 |
| 所要時間 | 約3分 |
| 定員 | 36名（4名×9列） |
| 利用制限 | 身長制限：132cm以上 |
| エクスプレス・パス | 〇 |
| シングルライダー | 〇 |
| チャイルドスイッチ | 〇 |

ライド型アトラクション「ハリウッド・ドリーム・ザ・ライド」に、『名探偵コナン』の音声ストーリーが加わった特別仕様のアトラクション。
鈴木財閥の宝石を輸送するプライベートジェットに、宝石を狙う怪盗キッドが現れる。さらにジェット機がエンジントラブルに陥り、大混乱に巻き込まれたゲストたちは、江戸川コナンや怪盗キッドと協力し、トラブルの解決を目指す。

##### フード・グッズ
「江戸川コナン」をテーマにしたサッカーボールや蝶ネクタイ変声機をデザインしたプレート、コナンの世界観を感じられるドリンクが提供された。さらに、「怪盗キッド」のトランプをモチーフにしたショルダーバッグや、カバンに取り付けて楽しめる「だきつきぬいぐるみ」など、パーク限定のオリジナルグッズも登場。キャラクターの個性を活かしたアイテムが揃い、来場者に人気を博した。

### モンスターハンター
シリーズ発売20周年を記念して「モンスターハンター USJ祭」が開催された。

#### モンスターハンターワールド：アイスボーン XR WALK
過去の『モンスターハンター』アトラクションの中で、最高のゲスト満足度98%を記録したVRアトラクションが再登場した。ゲストはフリーウォーク型のVR体験を通じて、雪と氷の世界を探索し、「イヴェルカーナ」との壮大な狩猟に挑むスリリングなアクションを楽しむことができた。

#### モンスターハンター ～セリエナの食事場～
| モンスターハンター ～セリエナの食事場～ | モンスターハンター ～セリエナの食事場～ |
| --------------------------------------- | --------------------------------------- |
| オープン日                              | 2024年3月1日                            |
| クローズ日                              | 6月30日                                 |
| メニュー類                              | 洋食                                    |
| タイプ                                  | コラボレーション・レストラン            |
| サービス                                | クイックサービス                        |
| キッズメニュー                          | ○                                       |
| クレジットカード                        | ○                                       |

ゲームの世界をリアルに再現したレストラン。フィールド「渡りの凍て地」をイメージした内装の中、「セリエナ」や「アステラ」の料理長が手掛ける「モンハン飯」が提供された。豪快な肉料理が並ぶ特別プレートや、幻の古龍「イヴェルカーナ」をテーマにしたデザートが登場し、ゲストはハンター気分で食事を楽しむことができた。 さらに、ハンターノートをモチーフにしたブック型パッケージなど、ゲームの世界観を反映したグッズも販売され、来場者に人気を博した。

## 2025年
2025年の「ユニバーサル・クールジャパン」は、1月24日から1年間にわたって開催されている。キャッチコピーは「超衝撃！ 超リアル！『あの世界』の真っただ中へ。」。
第1弾では、『名探偵コナン』と、初コラボレーションとなる『マスカレード』シリーズのコンテンツが展開されている。開幕前日の1月23日に行われたオープニング・セレモニーには、俳優の福士蒼汰が10周年スペシャルゲストとして登場。福士は、東野圭吾原作の映画作品や『名探偵コナン』劇場版への声優出演経験を持ち、当日はレッドカーペットに登場し、イベントの開幕を宣言した。

### 『マスカレード』シリーズ

#### 東野圭吾原作『マスカレード』シリーズ「狙われた仮面舞踏会」
| 東野圭吾原作『マスカレード』シリーズ「狙われた仮面舞踏会」 | 東野圭吾原作『マスカレード』シリーズ「狙われた仮面舞踏会」 |
| ---------------------------------------------------------- | ---------------------------------------------------------- |
| オープン日                                                 | 2025年1月24日                                              |
| クローズ日                                                 | 2025年6月30日                                              |
| メニュー類                                                 | 洋食                                                       |
| タイプ                                                     | 参加型リアル・ミステリーショー                             |
| サービス                                                   | ビュッフェ                                                 |
| アルコール                                                 | 〇                                                         |

東野圭吾原作のミステリー作品『マスカレード』シリーズをテーマに、ゲスト自身が登場人物として推理に参加できる究極の参加型リアル・ミステリーショーが展開される。「ホテル・コルテシア」をイメージした一流ホテルさながらの本格ビュッフェも提供される。
参加ゲストにはパーティ用の“仮面”（全10種、色や柄の選択不可）が配布される。
ピーコック・シアターで開催され、1日1～3回約120分（ビュッフェ時間を含む）で開催される。

##### ストーリー
「ホテル・コルテシア」で開催されるマーダーミステリー・イベント「マスカレード・パーティ」に招待されたゲストたち。豪華なイリュージョンとともに華やかに開幕するはずのパーティだったが、不審な映像が会場に映し出され、殺害予告が発覚。会場は混乱に陥る。
その中で、ホテルマンに扮して潜入捜査を行っていた刑事・新田浩介は、ゲストたちにパーティに潜む犯人を特定し、殺人事件を未然に防ぐためのマーダーミステリー・ゲームを提案する。ゲストは事件の真相を突き止めるため、推理と行動力を駆使して挑むことになる。

##### 登場人物
山岸尚美（やまぎし なおみ）
ホテル・コルテシアのフロントクローク。幼い頃からホテルで働くことを夢見ており、人の役に立つことを信念としている。徹底したプロ意識と努力を惜しまない性格で、優れた観察力と記憶力を活かしてゲストをもてなす。お客様の“仮面”を守ることを使命としている。
新田浩介（にった こうすけ）
警視庁捜査一課に所属する若きエリート刑事。国際弁護士の父を持ち、ロサンゼルスでの滞在経験がある。知能犯との対決を夢見て刑事になったが、生意気な態度が原因で先輩刑事と衝突することもある。大胆な発想力と行動力で事件解決に貢献する。

### 名探偵コナン

#### 名探偵コナン・ザ・エスケープ ～残像の序幕(プロローグ)～
| 名探偵コナン・ザ・エスケープ ～残像の序幕(プロローグ)～ Detective Conan: The Escape - Prologue to the Flashback | 名探偵コナン・ザ・エスケープ ～残像の序幕(プロローグ)～ Detective Conan: The Escape - Prologue to the Flashback |
| --- | --- |
| オープン日 | 2025年1月31日                                                                                                   |
| クローズ日 | 2025年6月30日                                                                                                   |
| 場所 | ステージ 18 |
| タイプ | リアル脱出ゲーム                                                                                                |
| 所要時間 | 約120分（体験時間 約105分）                                                                                     |
| 利用制限 | 対象年齢：中学生以上（小学生以下の体験には保護者の同伴が必要）                                                  |
| エクスプレス・パス                                                                                              | チケット（有料）が必要                                                                                          |

劇場版『名探偵コナン 隻眼の残像』と連動したオリジナルストーリーが展開されるリアル脱出ゲーム型アトラクション。本作では、初めて「妃英理」（小五郎の妻）が登場し、物語に新たな深みが加えられている。

##### ストーリー
米花市科学館のリニューアルイベントに参加したゲスト。会場には江戸川コナンや少年探偵団、小五郎、安室透の姿も見られ、この日はサイエンスショーや「科学と法律」をテーマにしたシンポジウムが予定されていた。教授たちとともに、小五郎の妻で弁護士の妃英理も招待され、講演の準備が進んでいた。

しかし、講演が始まろうとしたその瞬間、科学館のセキュリティシステムが突如作動。建物内に爆弾が仕掛けられ、ゲストたちは閉じ込められてしまう。

#### 名探偵コナン×ストーリー・ライド ～標的の絶叫車両(スリルコースター)～
| 名探偵コナン×ストーリー・ライド ～標的の絶叫車両(スリルコースター)～ Detective Conan x Story Ride: Thrill Track Attack | 名探偵コナン×ストーリー・ライド ～標的の絶叫車両(スリルコースター)～ Detective Conan x Story Ride: Thrill Track Attack |
| --- | --- |
| オープン日 | 2025年1月31日 |
| クローズ日 | 2025年6月30日 |
| 場所 | ハリウッド・ドリーム・ザ・ライド                                                                                       |
| タイプ | ストーリー・ライド |
| スポンサー | 大和ハウス工業株式会社                                                                                                 |
| 所要時間 | 約3分 |
| 定員 | 36名（4名×9列） |
| 利用制限 | 身長制限：132cm以上 |
| エクスプレス・パス | 〇 |
| シングルライダー | 〇 |
| チャイルドスイッチ | 〇 |

ライド型アトラクション「ハリウッド・ドリーム・ザ・ライド」に、『名探偵コナン』の音声ストーリーを加えた特別仕様のアトラクション。ゲストは『名探偵コナン』の世界観を体験しながらスリル満点のライドを楽しむことができる。ただし、バックドロップは体験できない。
このアトラクションはメンテナンスのため、2025年2月5日から2月24日までの期間、休止予定。

##### ストーリー
「平次」と「和葉」の仲を取り持つため、「蘭」の提案で一行はジェットコースターに乗り込む。しかし、車両に爆弾が仕掛けられていることが判明。ゲストは絶体絶命の状況に巻き込まれ、スリルと緊張感あふれる展開が待ち受ける。

#### 名探偵コナン・ミステリー・レストラン
| 名探偵コナン・ミステリー・レストラン | 名探偵コナン・ミステリー・レストラン |
| ------------------------------------ | ------------------------------------ |
| オープン日                           | 2025年1月31日                        |
| クローズ日                           | 2024年6月1日                         |
| メニュー類                           | 洋食                                 |
| タイプ                               | エンターテイメント・レストラン       |
| サービス                             | フルサービス                         |
| キッズメニュー                       | ○                                    |
| クレジットカード                     | ○                                    |

謎解きとエンターテイナーによるアクションを融合させた「食×ミステリー」の体験型レストラン。ゲストは物語の一部となりながら食事を楽しむことができる。

##### ストーリー
舞台はレストラン「タイニー・ブロッサム」。この日はテレビ番組の収録が予定されており、店内には大張り切りの小五郎の姿が見られる。一方で、ある危機を察知し目を光らせる安室も店内に現れる。お忍びで来店予定の有名人が持つ宝石が狙われているという噂が立っていたのだ。撮影と食事が進む中、店内で怪しい動きが発生し、事件の予感が高まる。

#### グッズ・フード
スペシャルフードとして、「犯人追跡！ ブレッドボウル・ビーフシチュー ～スパイシートマト～」や、パッション＆レモンの爽やかな風味が特徴の「いっけぇぇぇ！ コナンのパッション＆レモンドリンク」が登場する。
劇場版『名探偵コナン 隻眼の残像』と連動した期間限定グッズには、「コナン」や「長野県警」のメンバーがデザインされたTシャツのほか、「コナン」や「小五郎」のぶらさがりぬいぐるみ、カチューシャ、コレクタブル缶バッジなどが販売された。

### SPY×FAMILY
2023年の初登場以来2年ぶりとなるコラボレーション。本年は、フォージャー家とともにスパイの世界を駆け抜ける、作品史上初のVRコースター『SPY×FAMILY XRライド ～オペレーション・ハイパードライブ～』が登場。さらに、イーデン校の生徒たちとともに物語に入り込みスリルを体感する『ストーリー・ライド ～わくわく！課外授業でトロッコ体験～』や、パーク内を巡ってクイズに挑戦するラリー『＼みんなも ちち・ははと挑戦だ！／ SPY×FAMILY わくわく！ USJ パークラリー』が初開催される。
2025年4月25日より、7月および8月の来場者限定で『SPY×FAMILYすぺしゃる1デイ・パス』が販売される。特典として、オリジナルデザインのスマートフォン用待受け画像と、ランダムで3種の缶バッジが付属する。また、追加料金1000円で、コラボレーションメニューを提供するレストランへの優先案内が確約されるオプションも用意された。さらに、『SPY×FAMILY XRライド』をスムーズに体験できる『ユニバーサル・エクスプレス・パス ～SPY×FAMILY XRライドすぺしゃるぱす～』（ライド・フォト付き）も販売される。

#### SPY×FAMILY XRライド ～オペレーション・ハイパードライブ～
| SPY×FAMILY XRライド ～オペレーション・ハイパードライブ～ SPYxFAMILY XR Ride | SPY×FAMILY XRライド ～オペレーション・ハイパードライブ～ SPYxFAMILY XR Ride   |
| --------------------------------------------------------------------------- | ----------------------------------------------------------------------------- |
| オープン日                                                                  | 2025年7月1日                                                                  |
| クローズ日                                                                  | 2026年1月4日                                                                  |
| 場所                                                                        | スペース・ファンタジー・ザ・ライド                                            |
| タイプ                                                                      | XRライド（ライド・アトラクション）                                            |
| スポンサー                                                                  | 日本コカ・コーラ株式会社／コカ・コーラ ボトラーズジャパン株式会社（施設協賛） |
| 所要時間                                                                    | 約10分                                                                        |
| 定員                                                                        | 4名（2名×2列）                                                                |
| 利用制限                                                                    | 身長制限122cm以上                                                             |
| エクスプレス・パス                                                          | ○                                                                             |
| シングルライダー                                                            | ○                                                                             |
| チャイルドスイッチ                                                          | ○                                                                             |

ロイドとヨルが目の前で次々に敵スパイを倒していく迫力あるアクションに加え、アーニャとボンドがアクシデントを事前に察知する能力も体感できる、『SPY×FAMILY』史上初のXRライド型アトラクション。
ゲストはWISEの新人エージェントとして、イーデン校に侵入し、極秘資料を〈黄昏〉とともに入手するという新たなスパイミッションに挑むことになる。だが、任務の裏では敵組織の影が忍び寄り、さらにアーニャの登場によって状況は思わぬ展開へ。フランキーが開発した「USJ号」に乗り込み、フォージャー家と協力して極秘資料を守り抜くことが求められる。

#### SPY×FAMILY XR ライド・フォト・オポチュニティ
フォージャー家やイーデン校の仲間たちとともに記念撮影ができる。アトラクション体験の記念として写真を購入でき、オリジナルのフォトフレームも付属している。撮影した写真は持ち帰って部屋などに飾ることができる。

#### SPY×FAMILY ストーリー・ライド ～わくわく！ 課外授業でトロッコ体験～
| SPY×FAMILY ストーリー・ライド ～わくわく！ 課外授業でトロッコ体験～ SPYxFAMILY Story Ride | SPY×FAMILY ストーリー・ライド ～わくわく！ 課外授業でトロッコ体験～ SPYxFAMILY Story Ride |
| ----------------------------------------------------------------------------------------- | ----------------------------------------------------------------------------------------- |
| オープン日                                                                                | 2025年7月1日                                                                              |
| クローズ日                                                                                | 2026年1月4日                                                                              |
| 場所                                                                                      | ハリウッド・ドリーム・ザ・ライド                                                          |
| タイプ                                                                                    | ストーリー・ライド                                                                        |
| スポンサー                                                                                | 大和ハウス工業株式会社                                                                    |
| 所要時間                                                                                  | 約3分                                                                                     |
| 定員                                                                                      | 36名（4名×9列）                                                                           |
| 利用制限                                                                                  | 身長制限132cm以上                                                                         |
| エクスプレス・パス                                                                        | 〇                                                                                        |
| シングルライダー                                                                          | 〇                                                                                        |
| チャイルドスイッチ                                                                        | 〇                                                                                        |

アーニャをはじめとするイーデン校の生徒たちが登場するオリジナルストーリーに沿って、ゲストは課外授業の一環としてトロッコに乗車し、パーク上空を飛ぶようなスリルを体感する。アーニャ、ベッキー、ダミアンらの会話が耳元で展開される中、トロッコは激しく揺れながら山中を駆け抜け、予想外の出来事に巻き込まれていく。物語の終盤では、トロッコが急カーブを抜けた先に待ち受ける洞窟へと突入するルートが描かれているる。

#### ＼みんなも ちち・ははと挑戦だ！／ SPY×FAMILY わくわく！ USJ パークラリー
| ＼みんなも ちち・ははと挑戦だ！／ SPY×FAMILY わくわく！ USJ パークラリー Take on the challenge – even mom and dad! SPYxFAMILY USJ Park Rally | ＼みんなも ちち・ははと挑戦だ！／ SPY×FAMILY わくわく！ USJ パークラリー Take on the challenge – even mom and dad! SPYxFAMILY USJ Park Rally |
| --- | --- |
| オープン日 | 2025年7月1日 |
| クローズ日 | 2026年1月4日 |
| 場所 | ニューヨーク・エリア アミティ・ビレッジ ハリウッド・エリア                                                                                   |
| タイプ | パーク周遊型クイズラリー |

フォージャー家とともに謎解きに挑戦する、クイズラリー形式のアトラクションも実施されている。パーク公式LINEを通じて参加する仕組みで、家族連れなど幅広い層が楽しめる内容となっている。パーク内各所に設置されたクイズに正解すると、遊園地で休日を過ごすフォージャー家のボイスを聞くことができ、すべての問題に正解した参加者には、「星（ステラ）」をモチーフにしたオリジナルの限定ステッカーがプレゼントされる。

### 薬屋のひとりごと
アニメ『薬屋のひとりごと』との初コラボレーションとなるアトラクション『薬屋のひとりごと ミステリー・ウォーク ～謎の薬を調査せよ～』が開催される。

#### 薬屋のひとりごと ミステリー・ウォーク ～謎の薬を調査せよ～
| 薬屋のひとりごと ミステリー・ウォーク ～謎の薬を調査せよ～ The Apothecary Diaries Mystery Walk: A Dose of Deception | 薬屋のひとりごと ミステリー・ウォーク ～謎の薬を調査せよ～ The Apothecary Diaries Mystery Walk: A Dose of Deception |
| --- | --- |
| オープン日 | 2025年7月1日 |
| クローズ日 | 2026年1月4日 |
| 場所 | パーク・ワイド スタート地点：ハリウッド・エリア 年間パス・センター前                                                |
| タイプ | 謎解きエンターテイメント・ラリー＆グリーティング                                                                    |
| 定員 | 調査書（冊子）が配布数に達し次第、配布終了                                                                          |

主人公の薬師・猫猫とともに事件の真相を追うミステリーエンターテイメント。
物語の発端は、「どんな体調不良にも効く」と噂される万能薬「龍珠散薬（りゅうずさんやく）」による謎の中毒症状が急増しているという事件。参加者は薬師の一員として、パーク内で配布される「調査書（冊子）」を手に、猫猫と協力して園内各所に隠された手がかりを探し出し、事件の真相を突き止めていく。
スタート地点で配布される調査書を受け取ることで参加可能。調査書には猫猫からの事件概要や調査の進め方が記されており、それをもとにパーク内を巡りながら、メッセージやヒントを集めて謎解きに挑戦する。

事件を解決すると、猫猫と、物語に登場する貴人・壬氏によるグリーティングに参加することができる。